# 着信御礼!ケータイ大喜利
『着信御礼! ケータイ大喜利』（ちゃくしんおんれい ケータイおおぎり）は、2005年1月5日から2020年3月7日までNHK総合テレビジョンと海外向けのNHKワールド・プレミアムで放送（2019年以降はNHK BSプレミアムで放送）されていた大喜利バラエティ番組である。

## 概要
生放送中に大喜利形式でお題が出され、回答を視聴者が携帯電話で送信。このうち何らかの基準で抽出したものについて出演者らが評価するという内容である。このシステムは開始当初から変わっていない。
かつて放送されていた『土曜の夜はケータイ短歌』同様、Eテレとラジオ第1で放送された『眠れない夜はケータイ短歌』が起源とされている。当初は不定期の放送であったが、2006年3月から出演者をよしもとクリエイティブエージェンシー所属タレントに変え、月1回の定期放送化。以後、態勢強化を図ってきた。定期放送開始当時、NHKでは数少ない、スタッフの笑い声が聞こえる番組であった。
NHKはこの番組を「放送とインターネットの融合のあり方を実験する番組」と位置づけており、この番組での制作経験を他の番組作りに活かしている。毎回アクセス数が十数万件を超えて今なお増加傾向にあり、2007年12月には投稿数だけでも30万件を超えている。そのため、常に投稿募集システムの見直しと改良が行われている。2006年10月放送からは大喜利の参加方法そのものが変更された。ここで磨き上げられた技術は、その後『NHK紅白歌合戦』における「ケータイ審査員」「スマホ審査員」（ケータイ・スマホ審査員は第64回をもって休止）「アプリ審査員」（アプリ審査員は第65回から開始）「ワンセグ審査員」システムに活用された。
スタジオセットは出演者サイドからテーブルとノートパソコン（テーブルの上に1台配備）とスポットライトのみ（正月スペシャルに限り仮設の観覧席を設置。観覧募集は例年11月中旬から募集されるが、生番組の放送時間が深夜のため18歳未満は観覧不可という年齢制限を設けている）という質素なつくりだがスタジオの3分の1のスペースがブルーバックに覆われているので背景はCGで作成され、クロマキー合成される。アナウンサーサイドから畳敷きのスペースに座卓が設置され、座卓の上にノートパソコンが10台配備されるが2013年5月12日放送分からハンドメイドのケータイ菩薩フィギュアが加わった。

## 放送時間

### 基本
| 放送日・期間   | 放送曜日                                      | 媒体 | 放送時間     | 備考                                                                                                   |
| -------------- | --------------------------------------------- | ---- | ------------ | --- |
| 2005年1月5日   | 2005年1月5日                                  | 総合 | 23:00〜23:44 | |
| 2005年9月18日  | 2005年9月18日                                 | 総合 | 0:45〜1:25   | |
| 2005年12月26日 |                                               | 総合 | 0:45〜1:25   | |
| 2006年度       | 最終土曜の翌日未明 （最終土曜深夜）           | 総合 | 0:15〜1:15   | |
| 2007年度       | 月1回日曜未明（土曜深夜）                     | 総合 | 0:10〜0:55   | - 2007年4月〜9月の放送日時。                                                                           |
| 2007年度       | 第1・3土曜の翌日未明 （第1・3土曜の深夜）     | 総合 | 0:05〜0:50   | - 2007年10月〜の放送日時。                                                                             |
| 2008年度       | 第1・3土曜の翌日未明 （第1・3土曜の深夜）     | 総合 | 0:10〜0:55   | |
| 2009年度       | 第1・3土曜の翌日未明 （第1・3土曜の深夜）     | 総合 | 0:00〜0:45   | |
| 2010年度       | 第1・2・3土曜の翌日未明 （第1・2・3土曜深夜） | 総合 | 0:00〜0:45   | - 第1・3土曜の翌日未明（第1・3土曜深夜）が生放送、第2土曜の翌日未明（第2土曜深夜）が収録を基本とする。 |
| 2011年度       | 第1・2・3土曜の翌日未明 （第1・2・3土曜深夜） | 総合 | 0:00〜0:45   | - 第2土曜の翌日未明（第2土曜深夜）も生放送となる。                                                     |
| 2012年度       | 第1・2・3土曜の翌日未明 （第1・2・3土曜深夜） | 総合 | 0:05〜0:49   | |
| 2013年度       | 第1・2・3土曜の翌日未明 （第1・2・3土曜深夜） | 総合 | 0:05〜0:49   | |
| 2014年度       | 第1・2・3土曜の翌日未明 （第1・2・3土曜深夜） | 総合 | 0:05〜0:49   | |
| 2015年度       | 第1・2・3土曜の翌日未明 （第1・2・3土曜深夜） | 総合 | 0:05〜0:49   | |
| 2016年度       | 第1・2・3土曜の翌日未明 （第1・2・3土曜深夜） | 総合 | 0:05〜0:49   | |

### 例外等
- NHKワールド・プレミアムでは2011年3月まで1週間後以降に録画放送されることが多かった。ただし、新年第1回の放送だけは日本国内と同時放送されていた。2011年4月からは定時に国内同時放送となる。また、2012年4月からは水曜の15:15〜16:00に再放送を行っている（ただし、大相撲中継期間中は通常17時台に放送される『えいごであそぼ』、『いないいないばあっ!』、『おかあさんといっしょ』がこの時間帯に移動して放送されるため休止となる）。
- 2006年3月29日の放送以降、毎月1回の放送となった。同年4月29日の放送からの生放送日時は、原則として毎月最終土曜の翌日未明（最終土曜深夜）に放送。月曜連休がある場合、月曜未明（日曜深夜）に放送されたことがある（例：2006年7月=7月17日、同年9月=9月18日）。10月は月曜も休日の7日でも8日でもなく16日未明（15日深夜）に放送となり、初めて暦の上では平日の放送となった。11月と12月も月曜未明（日曜深夜）に放送された。しかし視聴者から不評だったため、翌2007年には以前の日曜未明（土曜深夜）の放送に戻された。
- 2006年9月は当初18日 0:35〜1:35に放送する予定だったが、「台風13号関連ニュース」のため、同じ日に「25分繰り上げ・10分短縮」というテレビ業界としても異例の措置が取られた。
- 2008年・2009年度は、「EYES」枠の番組の一つとして位置づけられていた。
- 2008年12月からNHKオンデマンドでも放送後10日間程度（その後、2週間程度に延長）視聴することができた（関ジャニ∞がゲストだった回を除く）が、2013年4月からNHKオンデマンドでの配信が廃止された。
- スタジオは密教的な雰囲気で作られており、インド風のBGMもいくつか使われている。しかし正確にはアラブ風のものであり、オープニングタイトル曲はREG PROJECT『Ghali Ya Bouy』（原曲はアラブ周辺のベリーダンスで使用されている）。『テレビでアラビア語』でも挿入曲として使われている。
- 例年、6月下旬〜7月上旬のウィンブルドン選手権の開催時と、お盆を挟む8月は放送休止が多い。2012年はロンドンオリンピックが開催されるため休止され、他の年でも前述の原則どおり放送された例は少ない[5]。
- 2013年11月は編成上の都合で奇数週に放送した。
- 2014年2月は2014ソチ冬季五輪に伴う編成のため第1土曜の翌日未明のみの放送となった。
- 2014年5月は第1・第2・第3土曜日の翌日未明に加え、第5土曜日の翌日未明にも放送された。
- 2014年11月はほぼ毎週日曜日に放送される予定だったが11月23日の放送は長野県神城断層地震関連ニュースを緊急編成したため休止となった。
- 2015年は編成上の都合で通常とは異なる放送週の体裁になっていた。1月は偶数土曜日の翌日未明に放送される予定だったが1月25日の放送はISILによる日本人拘束事件関連ニュースを緊急編成したため休止により実質1回のみ。2月は第1・第2土曜日の翌日未明に加え第3日曜日の翌日未明[注 2] と第4土曜日の翌日未明に放送し、3月は第1・第2土曜日の翌日未明に放送された。
- 2015年4月は毎週日曜日[注 3] に放送し、5月は編成上の都合で第2・第3・第4土曜日の翌日未明に放送した。
- 2015年7月はウィンブルドン選手権中継（地上波は総合テレビの独占放送）を編成するため第3・第4土曜日の翌日未明に放送し、8月は旧盆に伴う特別編成で第1・第4土曜日の翌日未明に放送し、10月は第1・第2・第3土曜日の翌日未明に加え第5土曜日の翌日未明に放送し、11月は第1・第2土曜日の翌日未明に加え第4月曜日の翌日未明に放送し、12月は年末年始に伴う特別編成で第1[注 4]・第2土曜日の翌日未明に放送した。
- 2016年1月と2月は編成上の都合で第2・第3土曜日に放送される。
- 2016年5月第3週はトゥーロン国際サッカー大会のため、本来の22日ではなく、21日23:00 - 23:44で放送。23時台からの放送はレギュラー放送では初。
- 2016年7月も、ウィンブルドンテニスの中継の関係などにより第1・2週を休止し、残り3週で放送した。
- 2016年8月は、2016リオ夏季五輪中継に伴う特別編成のため放送休止。
- 2016年9月はほぼ毎週日曜日[注 5] に放送されるが9月18日放送分はリオ夏季障害者五輪[注 6] 中継延長のため0:13 - 0:57に放送した。
- 2016年10月は編成上の都合で第1・第3・第4土曜日の翌日未明に放送される。これは第2土曜日が後述の『オールスター感謝祭』の放送日であることへの配慮も兼ねている。
- 『今夜も生でさだまさし』が放送される場合は必ずそちらが優先され、放送休止になる[注 7]。
- 2012年3月以降は今田が司会を務めるTBS系の5時間半生放送クイズ番組である『オールスター感謝祭』が放送される週はその翌日未明に『着信御礼!ケータイ大喜利全国ツアー』の模様が放送される場合もあり、今田があわてて神南に向かう可能性もある[注 8]。
  - 2014年10月4日の放送は『全国ツアーIN千葉』の事前収録で対応。
  - 2015年4月4日の放送は番組開始までに間に合わず、番組開始時は移動している車内からの中継で出演していた。
  - 2015年10月3日の放送は今田が間一髪で神南に到着し何とか間に合った。
  - 2016年4月9日の放送も総合司会の今田は間にあったもの読み上げゲストの蛭子能収が間に合わなかった。
  - 2017年4月8日の300回記念の放送も総合司会の今田は間に合った。
- 番組編成の都合上放送開始時間を繰り下げて放送する場合、放送終了時間を5 - 8分のみの延長に留め、繰り下げた分の時間を短縮して放送している。これはCBCテレビで今田耕司が出演している『ノブナガ』→『本能Z』が0:58から放送（当該時間帯は全国ほぼすべての地域で『CDTV』をネットしているが中京地区は遅れネット）されており、出演者の裏かぶりを防ぐためである。しかし前述の23時台放送時には23時10分から放送されたフジテレビの『さんまのお笑い向上委員会』にも今田が出演していたため、放送終了前の5〜9分間で裏かぶりが発生した。

## ルール

### 投稿
生放送中に番組から出題される大喜利のお題に対して、視聴者が携帯電話（フィーチャーフォン）、スマートフォン、タブレット端末から番組公式サイトにアクセスして、回答を投稿する。携帯電話はiモード（NTTドコモ）・EZweb（KDDI）・Yahoo!ケータイ（ソフトバンクモバイル）、スマートフォンはiPhone・Android・BlackBerry・Windows Mobile・Disney Web（NTTドコモ・ソフトバンクモバイル）、タブレット端末はiPad・Android・Windows 8・Windows 8.1・Windows 10が対応している。
かつては日本国内のフィーチャーフォンからの投稿のみの受付で、2011年5月7日放送分からスマートフォン及びディズニー・モバイルからの投稿の受付を開始。タブレット端末は2014年4月12日（Windows 10対応のタブレット端末は2015年8月22日放送分より投稿受付開始）放送分から受付開始。2013年4月6日（7日未明・日本時間）放送分より、日本国外からの投稿の受付を開始。
2012年12月まではスマートフォンからの参加の際にNHKネットクラブ非会員はNHKネットクラブへの会員登録、会員はNHKネットクラブのマイページへのログインが必須となっていたが、2013年1月1日放送分から一部緩和された。スマートフォン・タブレット端末からの参加者は、メジャーオオギリーガー（後述）昇格時はNHKネットクラブ非会員はNHKネットクラブへの会員登録、NHKネットクラブ会員はクラブマイページへのログインが必須となる。
日本国外からの投稿の際はフィーチャーフォンでは海外対応の機種で、スマートフォン・タブレット端末の場合はWi-fiモードで参加できるが特にフィーチャーフォンで投稿する場合に限り国際ローミングサービス、スマートフォン・タブレット端末でLTEモードの場合は海外対応のパケットサービスに加入することが絶対条件となっている。

### 審査
お題は2015年10月以降、毎週火曜日の夜に公開される。
視聴者から送られた投稿作品は、スタジオで待機している構成作家陣による一次審査を経て、千原ジュニアの席にあるパソコンに送られる。そして千原が最終審査を行い、千原に採用された作品は今田耕司がお題を振った後千原が投稿作品を読み上げる形で、その生放送中に発表される（お題によっては下述の回答読み上げゲストが読み上げる場合あり）。
読み上げられた作品は、審査委員長である板尾創路が携帯電話の受信感度風に「アンテナ3本」「アンテナ2本」「アンテナ1本」「圏外」の4段階で判定する。基本的には、アンテナ1本や圏外の判定が下されることは滅多にない。マニアックすぎる内容や番組直前のニュースを見ていないとわからないような内容の場合、アンテナ1本または圏外の札が上げられる。なお、初期には1本判定されることもよくあった。最後に1本の判定が出たのは2017年の正月SPである。これは、大喜利運試しとして2017番目に送った投稿を無条件で採用されたため。
番組のエンディングで、アンテナ3本の判定を受けた作品の中から、その回のゲストが選ぶ「ゲスト賞」と、審査委員長の板尾が選ぶ「最優秀作品賞」が選出される。ゲスト賞には「ケータイ菩薩バッグ」、最優秀作品賞には「ケータイ菩薩Tシャツ」が贈呈される。
2016年度から、板尾の判定札に「アンテナ2本+」と「白紙」が導入された。前者はアンテナ3本にわずかに届かないレベルの投稿のときに出すもので、実際の効力はアンテナ2本と同じである。後者は回答に対して板尾が何か特別な意思を表明したいときに自分で書き込んで表示するもので、スタッフには1年ぐらい出す機会がなくてもいいと言われているという。

### 段位制
投稿者は、メジャーリーガーになぞらえて「オオギリーガー」と称される。その中で、まだ一度も回答が採用されていない人を「ルーキーオオギリーガー（通称・ルーキー）」と呼び、ルーキーの回答が生放送中に採用され、判定でアンテナ1本以上獲得できれば「メジャーオオギリーガー（通称・メジャー）」に昇格する。
メジャー以上は段位制となっており、ルーキーからメジャーに昇格した人は「初段」となる。メジャーはアンテナ3本の判定を獲得するごとに昇段し、最高位は「九段」である。メジャー九段が生放送中にアンテナ3本の判定を獲得すると、「レジェンドオオギリーガー（通称・レジェンド）」に昇格する。なお、通常放送でアンテナ1本や圏外を出しても降格してしまうことはなく、降格があるのは後述の入れ替え戦のみとなっている。
2016年4月9日放送分からレジェンドも段位制が加わり、レジェンドもアンテナ3本の判定を獲得するごとに昇段し、最高位は「レジェンド四段」である。レジェンド四段が生放送中にアンテナ3本の判定を獲得すると、「シルバーレジェンドオオギリーガー（通称・シルバーレジェンド）」に昇格する。
2017年1月1日放送分のお正月スペシャルで初のシルバーレジェンド到達者が誕生。それに伴い若干ルールが追加され、シルバーレジェンドの段位制が加わった。システムはレジェンド時と変わらず、最高位は「シルバーレジェンド四段」である。シルバーレジェンド四段が生放送中にアンテナ3本の判定を獲得すると、「ゴールドレジェンドオオギリーガー（通称・ゴールドレジェンド）」に昇格する。ただし、番組終了までにゴールドレジェンドは誕生しなかった。
ちなみに、メジャー五段昇段およびレジェンド初段およびシルバーレジェンド初段へ昇格すると、投稿受付センター担当のアナウンサーがクラッカーを鳴らして祝福する。2015年9月ごろから、メジャー五段でのクラッカーは廃止された。

#### 過去の段位システム
番組開始当初から2007年3月までは「ルーキー」「メジャー」「スター」「殿堂入り」の4段階の昇格制だった。最初は「ルーキー」からスタートし、番組外で行われている「メジャー」昇格の企画をクリアするか、あるいは番組中に回答が採用されアンテナ1本から2本の判定を受けると「メジャー」に昇格する。ルーキー及びメジャーが番組中に採用されてアンテナ3本の判定を受けると「スター」に昇格し、スターがアンテナ3本の判定を受けると「殿堂入り」となる。
2007年4月放送分から昇格システムが変更され、「ルーキー」「メジャー」「レジェンド」という現行の名称が採用された。メジャーは「初段」から「七段」までの段位制であり、またその回の「最優秀作品に選ばれた場合はさらに昇段する」というルールが存在した。なおシステム変更前の「メジャー」はメジャー初段へ、「スター」はメジャー二段へ、「殿堂入り」はメジャー三段へそれぞれ編入された。
2011年5月放送分から2016年3月12日放送分までは、メジャーは「初段」から「九段」となり、「その週の最優秀作品に選ばれた場合はさらに昇段」のルールも廃止された。

### 特別ルール
2015年2月7日・14日（両日とも生放送）の内いずれか1回と15日（全国ツアーin宮城）でメジャー・レジェンド昇格及びメジャー昇段が二重取りになった場合に限り15日の放送後に一斉段位精算し、次回以降から新ランクで参加できる。
二重取りが出来なかった場合と時差放送される広島県と九州・沖縄地区及び海外在住の投稿者は15日の放送後に番組からメール連絡される。

## レジェンドオオギリーガー
メジャー最高位である九段の人がアンテナ3本を獲得した際にもらえる称号。番組内では最高の栄誉とされる。番組終了時点のレジェンド人数は103人（この内シルバーレジェンドは7人）。
レジェンドになることによって獲得できる特典は主に以下の2つ。
- 「メジャーオオギリーガー入れ替え戦」による降格の免除。
- 「レジェンドオブレジェンド」への参加資格。

また、過去には「居残りルーキーオオギリーグへの模範投稿」という特典もあったが、廃止されている。

### レジェンドオオギリーガー一覧
レジェンドは、獲得した順に「第1号」「第2号」などと番号が割り振られる（敬称略）。
| 第1号  | ぺえ             |
| 第2号  | シェンシェン携帯 |
| 第3号  | うしまる         |
| 第4号  | おほ             |
| 第5号  | ヴィンセント     |
| 第6号  | M本              |
| 第7号  | チキンナゲット   |
| 第8号  | ヒラミ           |
| 第9号  | いー             |
| 第10号 | エイティー       |

| 第11号 | ライチンゲール  |
| 第12号 | せいごう        |
| 第13号 | でろぼ〜        |
| 第14号 | INO             |
| 第15号 | こたろ          |
| 第16号 | MURASON侯爵     |
| 第17号 | おまんじゅう    |
| 第18号 | 1レジ・イレブン |
| 第19号 | どんなカンナ    |
| 第20号 | ごくごく係長    |

| 第21号 | 健さん38歳            |
| 第22号 | すり身                |
| 第23号 | イヂロー              |
| 第24号 | イズミン              |
| 第25号 | いぃぃ・・・今田ーー! |
| 第26号 | サイブブ              |
| 第27号 | おたより家            |
| 第28号 | マサル                |
| 第29号 | うなぎのぼり          |
| 第30号 | ゆなたろう            |

| 第31号 | スタン斑点             |
| 第32号 | 新丸子在住             |
| 第33号 | ケータイ大喜利宣伝部長 |
| 第34号 | イコリハイミラン       |
| 第35号 | あってぃ               |
| 第36号 | ばっくざらん           |
| 第37号 | ひらさく               |
| 第38号 | 紺色の要               |
| 第39号 | うんどうやサウスポー   |
| 第40号 | 赤嶺総理               |

| 第41号 | みきさん     |
| 第42号 | おとむ       |
| 第43号 | もんぜん     |
| 第44号 | あめおじ     |
| 第45号 | うるうるの瞳 |
| 第46号 | Kit          |
| 第47号 | たかしやすし |
| 第48号 | 5年でミラノ  |
| 第49号 | けうけげん   |
| 第50号 | misago       |

| 第51号 | 一門破門               |
| 第52号 | 公園のロケット         |
| 第53号 | ソース顔               |
| 第54号 | フンコロガシコロガシ   |
| 第55号 | LUNA                   |
| 第56号 | オレンジ茶色           |
| 第57号 | わんじゃーれ           |
| 第58号 | まいっちんぐマジか先生 |
| 第59号 | スベリ野郎             |
| 第60号 | ささら                 |

| 第61号 | 四色ミケ           |
| 第62号 | 楽巧               |
| 第63号 | 1円の夢            |
| 第64号 | まるっぱ           |
| 第65号 | シーズン・イン・ザ |
| 第66号 | おわらい           |
| 第67号 | カケモチラジオンズ |
| 第68号 | ジミヘン           |
| 第69号 | きのちん           |
| 第70号 | オーセンリベル     |

| 第71号 | ひざガクガク     |
| 第72号 | 真顔旅行         |
| 第73号 | kid君            |
| 第74号 | あやひーのでし   |
| 第75号 | かっしぃ         |
| 第76号 | じわじわくるよ   |
| 第77号 | レイとリー       |
| 第78号 | グレート・キタ   |
| 第79号 | 海王星人         |
| 第80号 | ディんドん小岩井 |

| 第81号 | こーてつ               |
| 第82号 | 帰ってきたメタボリゴン |
| 第83号 | ソフト タチ夫          |
| 第84号 | ハンプ亭ダンプ         |
| 第85号 | グシャグシャバキバキ   |
| 第86号 | ハヤシライス師匠       |
| 第87号 | ゆうのすけ             |
| 第88号 | 太郎左衛門             |
| 第89号 | シェリーの息子         |
| 第90号 | セッドあとむ           |

| 第91号  | 変ですとグレて〜る |
| 第92号  | ヴィシャす         |
| 第93号  | 嫁まんじゅう       |
| 第94号  | 半額カーネル       |
| 第95号  | ピョン吉           |
| 第96号  | るが               |
| 第97号  | 愚者スライム       |
| 第98号  | すかいどん         |
| 第99号  | 先輩なのに後輩     |
| 第100号 | ジョン寅ボルタ     |

| 第101号 | 米澤笑点         |
| 第102号 | 井の線亭ぽんぽこ |
| 第103号 | スプリンガー     |

なお一部のレジェンドは、後に素性を公表してメディアで活動している者がいる。
- 第4号レジェンド「おほ」は、後にワタナベエンターテインメント九州事業本部に所属し、「おほしんたろう」として九州を拠点にピン芸人として活動している[6]。
- 第14号レジェンド「INO」は、「井上マサキ」としてライターとして活動している[7]。
- 第16号レジェンド「MURASON侯爵」は、「ツチヤタカユキ」として私小説『笑いのカイブツ』を上梓し作家デビューをした[8]。
- 第40号レジェンド「赤嶺総理」は、よしもとクリエイティブエージェンシーに所属し、ピン芸人として活動している[9]。また、週刊少年ジャンプのジャンプ魂の初代王者でもある。
- 第41号レジェンド「みきさん」は、トップ・カラーに所属し、「鈴木幹也」の名前でピン芸人として活動している[10]。

### シルバーレジェンドオオギリーガー一覧
シルバーレジェンドは獲得した順に「第1号」「第2号」などと番号で割り振られる（敬称略）。
| 第1号 | ひざガクガク |
| 第2号 | 半額カーネル |
| 第3号 | うるうるの瞳 |
| 第4号 | るが         |
| 第5号 | わんじゃーれ |
| 第6号 | 太郎左衛門   |
| 第7号 | まるっぱ     |

## 特別企画

### メジャーオオギリーガー入れ替え戦
毎年2月〜3月の時期に、メジャーオオギリーガーを整理するために「メジャーオオギリーガー入れ替え戦」が実施される。2007年より開始された。
入れ替え戦当日の放送で回答を紹介されなかった（または紹介されても判定で圏外だった）メジャーは、ルーキー降格となる。当初はレジェンドもルーキーへ降格の対象であったが、2009年よりレジェンドはその名誉を称えられ、降格の対象外となっている。また、放送後に「敗者復活戦」が開催されることがある。
2010年度は、2011年3月11日に発生した東日本大震災に伴う特別編成による番組休止に伴い、入れ替え戦は実施されなかった。2011年度も入れ替え戦は実施されなかったが、その代わり番組が過去の投稿率、投稿採用度、番組の貢献度を加味し、レジェンドを含め115名がメジャー残留となることを番組公式サイトで発表した。
2016年度は番組終了に伴い、入れ替え戦は実施しない。

### レジェンドオブレジェンド
毎年3月に、レジェンドの中から大喜利チャンピオンを決める「レジェンドオブレジェンド」が開催される。参加資格があるのはレジェンドオオギリーガーのみとなっている。基本的なルールは通常放送回と変更はないが、生放送ではなく回答はレジェンドから事前に募集したものを発表している。
「第1回レジェンドオブレジェンド」は、番組放送100回突破を記念して2011年1月22日に開催された。その後第2回は2011年7月に開催され、第3回から年1回、年度末の3月に開催されることが恒例になった。
歴代レジェンドオブレジェンド（敬称略）
- 第1回 - こたろ
- 第2回 - でろぼ〜
- 第3回 - ごくごく係長
- 第4回 - おほ
- 第5回 - 新丸子在住
- 第6回 - みきさん
- 第7回 - けうけげん

### 着信御礼!ケータイ大喜利全国ツアー
通常はNHK放送センターのCT-411スタジオで生放送を行っているが、2012年から不定期的に『着信御礼!ケータイ大喜利全国ツアーin○○』として全国各地で公開収録を行ってきた。キャッチコピーは「あなたの街から全国に爆笑を届ける」である。また開催地にちなんで「ご当地版着信御礼!ケータイ大喜利」として事前に投稿を受け付け、特設サイト上でまとめて公開される。

#### 開催履歴
| 回数 | 番組放送日    | タイトル                                       | 会場所在地 ／会場名                              | 備考 | 主催局 |
| ---- | ------------- | ---------------------------------------------- | ------------------------------------------------ | --- | ------ |
| 1    | 2012年5月5日  | 着信御礼!ケータイ大喜利 全国ツアーin福岡       | 福岡県福岡市博多区 福岡シティ劇場                | ご当地企画として福岡局オリジナル企画である「とんこつ大喜利」を実施した。パブリックビューイング会場である福岡局のテレビスタジオにソフトバンクのマスコットキャラクター・ホークファミリーから「ハリーホーク」と「ハニーホーク」が登場した。 | 福岡   |
| 2    | 2012年12月1日 | 着信御礼!ケータイ大喜利 全国ツアーin四国・松山 | 愛媛県松山市 松山大学文京キャンパス構内          | ご当地企画としてNHK四国ブロックオリジナル企画である四国4県大喜利巡りとして「うどん大喜利」（高松局）、「おどり大喜利」（徳島局）、「いよかん大喜利」（松山局）、「よさこい大喜利」（高知局）を実施した。松山大学祭のメインイベントとして開催された。 | 松山   |
| 3    | 2013年5月4日  | 着信御礼!ケータイ大喜利 全国ツアーin北海道     | 北海道札幌市中央区 わくわくホリデーホール        | ご当地企画として札幌局オリジナル企画である「どさんこ大喜利」を実施した。 | 札幌   |
| 4    | 2014年4月5日  | 着信御礼!ケータイ大喜利 全国ツアーin沖縄       | 沖縄県うるま市 うるま市石川会館                  | ご当地企画として沖縄局オリジナル企画である「ちゃんぷるー大喜利」を実施した。また、第6回沖縄国際映画祭関連イベントの一環として行われた。 | 沖縄   |
| 5    | 2014年10月4日 | 着信御礼!ケータイ大喜利 全国ツアーin千葉       | 千葉県成田市 成田市国際文化会館                  | ご当地企画として千葉局オリジナル企画である「ピーナツ大喜利」を実施した。成田市制60周年記念事業の一環として行われた。オールスター感謝祭の放送日当日だった。 | 千葉   |
| 6    | 2015年2月15日 | 着信御礼!ケータイ大喜利 全国ツアーin宮城       | 宮城県多賀城市 多賀城市民会館                    | ご当地企画として仙台局オリジナル企画である「やっぺぇ大喜利」を実施した。当初は2015年1月24日に放送する予定だったがISILによる日本人拘束事件関連ニュースを緊急編成したため、2月15日16:45 - 17:30に延期（九州・沖縄地区は当該時間帯に『別番組』を放送する為2月22日深夜（2月23日未明）に延期）した。また、パブリックビューイング会場である仙台局のテレビスタジオに楽天のマスコットキャラクター・クラッチと仙台・宮城DCマスコットキャラクター・むすび丸が登場した。NHK東日本大震災プロジェクトの一環として行われた。 | 仙台   |
| 7    | 2015年8月1日  | 着信御礼!ケータイ大喜利 全国ツアーin四日市     | 三重県四日市市 四日市市文化会館                  | ご当地企画として津局オリジナル企画である「みえ〜る大喜利」と近鉄・四日市あすなろう鉄道協力の下、近鉄名古屋線・近鉄山田線・近鉄鳥羽線（一部ダイヤは近鉄大阪線でも運行した）・内部・八王子線で運行する『着信御礼!ケータイ大喜利全国ツアーin四日市』ラッピング電車フォトギャラリーを実施した。また、パブリックビューイング会場である近鉄賢島駅コンコースに伊勢・志摩エリアのゆるキャラが登場した。 | 津     |
| 8    | 2016年1月9日  | 着信御礼!ケータイ大喜利 全国ツアーin福岡2      | 福岡県福岡市西区 九州大学伊都キャンパス構内      | ご当地企画として福岡局オリジナル企画である「めんたい大喜利」を実施した。パブリックビューイング会場であるソラリアゼファに多数の観客が詰めかけた。 | 福岡   |
| 9    | 2016年6月18日 | 着信御礼!ケータイ大喜利 全国ツアーin京都       | 京都府京都市北区 京都産業大学 神山キャンパス構内 | ご当地企画として京都局オリジナル企画である「はんなり大喜利」を実施した。パブリックビューイング会場である京都局のロビーに多数の観客が詰めかけた。 | 京都   |
| 10   | 2017年4月8日  | 着信御礼!ケータイ大喜利 全国ツアーin広島       | 広島県東広島市 広島大学東広島キャンパス構内      | ご当地企画として広島局オリジナル企画である「おこのみ大喜利」を実施した。最終回スペシャル第1部として放送した。 | 広島   |

### 着信御礼!ケータイ大喜利10周年記念スペシャル
番組開始10周年を記念し、2015年7月18日 23:30〜24:00・19日 0:05〜0:50 にNHKホールから収録放送された。ともに放送10年を迎えた『今夜も生でさだまさし』との初のコラボレーションが実現。ステージ上に生さだのセットを再現し、さだまさし、井上知幸、住吉昇が出演。「“生さだ”のお便り募集『何じゃそのテーマ!?』さだまさしさん、何と言った?」というお題が出された。

### リクエストスペシャル
2016年6月4日に収録放送。お題がすべて、過去に出題されたのと同じものに再び挑戦するという企画。レギュラー第1回の1問目、現在は行われなくなった出題形式、前回はアンテナ3本が1回も出なかったお題が出された。

### 事前収録特別編
2017年1月7日に収録放送。3つの特別企画を放送。「ケータイ大喜利×24時間」としてドキュメント72時間に登場した東京都台東区の24時間営業の定食店「信濃路」で24時間密着し来店客に大喜利を出題しての解答を紹介、「ケータイ大喜利×愛」として視聴者から寄せられた過去の大喜利お題に登場したキャラクターのイラストを紹介、「ケータイ大喜利×人工知能」として人工知能大喜利βの解答を紹介（詳細は後述）。

### ケータイ大喜利×人工知能
2017年1月7日・14日放送。株式会社わたしはが開発した大喜利専用人工知能「大喜利β」を用いた特別企画。7日の収録放送では過去の名作お題と名作解答を紹介した後に同題で人工知能が回答し、14日の生放送では5題のうち2題で視聴者の回答と人工知能の回答を交互に発表する対決形式で、アンテナ3本の獲得数で競った。

## 構成
生放送
- OP（ゲストは予め椅子に座っている）
- お題1
- お題2（ルーキーオオギリーグ）
- お題3
- 優秀作品発表
- ED

（一部例外あり）
収録放送（2011年2月時点）
- OP（ゲストは今田に呼ばれて登場）
- お題1
- 大喜利ひろめ隊が行く![注 12]
- 千原ジュニア特別推薦
- お題2
- 優秀作品発表
- ED

## お題
毎回さまざまなお題が出される。多く出されているお題の傾向は以下に記載する。不定期的にNHKの番組にちなんだコラボレーションお題が出題される。
声のお題
タレントやアナウンサー、アニメのキャラクター等に、テーマに沿った面白い一言を言わせるお題。実際にその人物をスタジオに招き、回答を読み上げてもらう（アニメのキャラクターの場合はそれを演じていた声優）。回答を読み上げるゲストは「読み手」と呼ばれる。読み手の中で、特に阿藤快・松木安太郎・槙原寛己の3人は読み上げの面白さを高く評価され、今田によって「回答読み上げ三本柱」と命名されている。回答読み上げゲストとお題で演じた役の一覧は後述。
音楽大喜利
メロディーに歌詞を当てはめるお題。○○学校の校歌や子守歌、社歌などのテーマに沿った歌詞を考える。メロディーは事前に番組公式サイトで公開され、ほとんどは「七五調」で回答する。このお題では実際に「オオギリ合唱団」のコーラスで回答を読み上げられる。
実在する歌手の楽曲の一部を替え歌にし、その回答部分を本人が唄うお題もある（詳細は回答読み上げゲストの「歌手」の項を参照）。
10文字作文
指定されたお題に対して、全角10文字で回答するお題。ひらがな・カタカナはもちろん、漢字・ラテン文字・句読点等の記号も1文字として扱う。2006年5月放送分より登場。
架空のキャラクターシリーズ
番組オリジナルの架空のキャラクターに関するお題。多く登場したキャラクターを以下に記載する。
下積長子（したづみ ながこ）
デビュー以来31年間売れていないという演歌歌手。
タイコモチオ（たいこ もちお）
上司に気に入られることばかり考えている若手社員。
元気田イクゾー（げんきだ いくぞー）
全校生徒からウザイと言われている体育教師。
恐川貞子（こわかわ さだこ）
全校生徒からなんだか不気味と言われている女教師。
大喜利子（おおぎ りこ）【イラストレーター×声優コラボシリーズ第1弾】
架空の恋愛SLGに登場するキャラクター。キャラクターのデザインはイラストレーターのいとうのいぢの描き下ろしであり、回答読み上げは声優の平野綾が務める。「大喜利子」のイラストは、新しくお題が出される度にいとうのいぢが新作を描き下ろし、シチュエーションが追加される。
西園寺しずか（さいおんじ しずか）
「大物女優か!」とちょくちょくつっこまれる架空の女子小学生。
イケメン車掌（いけめん しゃしょう）【イラストレーター×声優コラボシリーズ第2弾】
架空の鉄道会社『イケメン電鉄』の車掌。キャラクターのデザインは漫画家の枢やなの描き下ろしであり、回答読み上げは声優の梶裕貴が務める。
テレビ欄シリーズ
架空の新聞で番組表に掲載される、テレビ番組の見出し欄を考えるお題。
雑誌シリーズ
架空の雑誌で掲載される、特集のタイトルに関するお題。
アホアホ○○シリーズ
「アホアホ○○。どんなの?」というお題に答える。○○には毎回違ったテーマが入る。「アホアホ○○」ではない、ニュアンスの似たお題も多く出題されている。
イヤな店舗シリーズ
店舗全般にイヤな理由はどんなものなのかを答える。
2006年12月放送分までは出題数が全4問だったが、2007年1月放送分以降は全3問になっている。

## 特殊なお題
ルーキーオオギリーグ
2006年6月25日の放送で初登場。ルーキーのみが投稿可能。放送日前にホームページ上に出題されており、じっくり考えることができる。初回は放送日前に募集を締め切っていたが、現在は他のお題と同様、放送中に投稿する。初登場以降ほぼすべての回で出題されている。
マイナーオオギリーグ
番組の公式サイトで数日間にわたって実施される。ルーキーからメジャー初段（旧昇格システムでは"メジャー"）への昇格をかけてお題に挑む、ルーキー向けの企画。投稿した答えが優秀作品に選ばれるとメジャー初段（旧昇格システムでは"メジャー"）へ昇格できる。
シルバーオオギリーグ
2007年9月1日の放送で初登場。年配の人に大喜利のお題を出題し、その答えを楽しむ。放送中の投稿は受け付けていない。ルーキーオオギリーグ中に実施され、2008年1月1日でも行われた。
芸人VS.メジャーオオギリーガー大喜利五番勝負!
2007年9月23日の放送で初登場。スタジオのお笑い芸人とメジャーオオギリーガーが大喜利で対決する。
お笑い芸人チームとメジャーオオギリーガーの中から回答者をひとり決め、1つのお題に回答する。参加するメジャーオオギリーガーは千原が選ぶ。メジャーオオギリーガー側の答えは普段通り千原が読み上げるが、芸人側の答えは回答した芸人自身が読み上げる。両者の答えが紹介された後、どちらの答えがより面白かったかを板尾が判定する。
ルーキー限定!居残りオオギリーグ
2010年4月10日の放送で初登場。収録放送時に実施される企画。生放送終了間際に発表される2つのお題に対して、30分以内に回答しなければならない。このコーナーではルーキーだけでなく、レジェンドにも回答権を与え、模範回答として発表している（アンテナ3本の判定であれば、レジェンドにも「ゲスト賞」「最優秀作品賞」獲得の権利が発生する）。
千原ジュニア特別推薦
過去にルーキーオオギリーグで、第一次・第二次審査をクリアした回答が千原ジュニアが使用するパソコンまで来たものの、放送時間の都合で採用されなかった作品の中から数本の回答を選び出し、再度メジャー昇格に挑戦出来る敗者復活制度。2010年2月までは番組ホームページ内の「レギュラー陣の反省会」で紹介されていたが、反省会が一時休止されたため、2010年4月10日以降、収録放送時に実施。通常ルール同様、アンテナ1本以上の判定でメジャー初段に昇格だが、「入れ替え戦」などで特別推薦が放送されない場合、ホームページ上で推薦された時点でメジャー昇格となる。稀に「該当作品なし」のお題もあった。2011年5月以降は原則生放送になったため、特別推薦のコーナーがなくなったが、ホームページ上で反省会が復活。タッチの差で作品紹介の時間に間に合わなかった作品が推薦され、特例でメジャー昇格になる場合がある。

## 出演者
- 司会：今田耕司
- 審査委員長：板尾創路（130R）[11] ※海外ロケ中の間も板尾本人が務めた。
- 回答読み上げ：千原ジュニア（千原兄弟） ※初期は回答者として参加していた。今田からは、”ジュニアプロ”と呼ばれる。
- 回答読み上げ代行：又吉直樹（ピース）・堀内健（ネプチューン） ※千原ジュニアがスケジュールの都合等で生放送に出演できない場合に限り出演。
- ゲスト：初回から原則1組、2010年度から原則2組が出演する。
- アナウンサー：全国各局から毎回1人起用され、スタジオ内の別セクションにある投稿受付センターを担当する。
- 投稿受付センター代行：垣内彩未・にわみきほ ※国政選挙・統一地方選挙前日（翌日に国政選挙（参議院選挙・衆議院選挙・最高裁判所裁判官国民審査）・統一地方選挙（前半は都道府県知事選挙・都道府県議会議員選挙・政令地方都市長選挙・政令地方都市議会議員選挙・参議院議員補欠選挙・後半は市区町村長選挙・市区町村議会議員選挙）の開票特番で自局のアナウンサーが開票特番に出演するため）に限り出演。
- ナレーション：福山潤・水樹奈々・秀島史香・関智一・梶裕貴・立木文彦 ※公開収録放送日に限り出演。

### 過去の司会陣
- いとうせいこう（初回で司会を担当した）
- 加賀美幸子（元NHKアナウンサー、初回と2回目で回答読み上げを担当していた）

### 女性ゲスト
- 中川翔子（9回：2006年3月29日、6月25日、9月18日、12月24日、2007年4月22日、6月17日、9月22日、11月18日、2008年11月1日）
- 里田まい（カントリー娘。）（8回：2007年10月7日、12月15日、2008年1月1日、5月3日、2010年1月1日、3月20日、7月17日、2011年1月1日）
- 英玲奈（7回：2009年1月17日、4月4日、2010年4月10日、6月19日、2011年1月15日、2011年7月16日、2012年2月4日）
- 菊地亜美（元アイドリング!!!16号）（10回：2011年9月10日、2012年3月17日、9月1日、12月8日、2013年2月2日、5月4日、8月3日、2014年1月1日、4月5日、2015年2月14日[注 16]）
- 原幹恵（5回：2008年2月2日、4月5日、10月4日、2009年1月1日、2010年4月3日）
- 芹那（当時SDN48[注 17]）（11回：2009年12月19日、2010年10月9日、2011年6月18日、8月13日、2012年1月21日、9月1日、2013年1月1日、3月9日、5月4日、7月13日、2014年2月1日）
- 松井絵里奈（5回：2008年6月7日、10月18日、2009年7月18日、2010年4月17日、2012年2月11日）
- 倉科カナ（4回：2007年9月1日、12月1日、2008年4月19日、2011年1月15日）
- 矢口真里（3回：2007年4月1日、2009年12月5日、12月19日）
- 田野アサミ（3回：2010年5月1日、7月24日、2011年5月21日）
- 高橋真依子（3回：2010年3月6日、2010年10月23日、2011年6月11日）
- 岡本玲（7回：2009年10月3日、2010年7月10日、2011年10月8日、2012年3月24日、11月3日、2013年2月9日、2014年5月17日）
- 関根麻里（2回：2006年11月27日、2007年5月12日）
- 加藤夏希（2回：2007年2月24日、2008年5月17日）
- 西野カナ（2回：2009年6月20日、11月7日）
- MAX（3回：2009年8月1日、2010年5月15日、2012年4月21日）
- 水樹奈々（2回：2008年11月15日、2010年7月10日）
- フォンチー（元アイドリング!!!8号）（2回：2009年1月1日、2010年9月18日）
- 谷村奈南（2回：2008年8月2日、2010年11月6日）
- 宇野実彩子（AAA）（2回：2010年1月16日、12月18日）
- 佐藤唯（2回：2008年2月16日、2011年2月19日）
- 石川梨華（2回：2010年6月12日、2011年3月5日）
- 吉澤ひとみ（2回：2009年9月19日、2011年5月14日）
- 吉川友（2回：2011年9月3日、2012年1月14日）
- 平愛梨（5回：2011年10月8日、2012年1月21日、10月13日、2013年4月20日、2015年6月20日）
- 八坂沙織（元SUPER☆GiRLS）（2回：2011年10月15日、2012年2月18日）
- 志村理佳（元SUPER☆GiRLS）（3回：2011年10月15日、2012年2月18日、2014年8月2日）
- 稼農楓（元SUPER☆GiRLS）（3回：2011年10月15日、2012年2月18日、2012年9月22日）
- 宮崎理奈（SUPER☆GiRLS）（2回：2012年9月22日、2014年8月2日）
- 荒井玲良（元SUPER☆GiRLS）（2回：2013年6月22日、2014年8月2日）
- 南明奈（3回：2011年11月12日、2012年4月14日、2013年9月21日）
- アジアン（2回：2010年9月11日、2012年4月14日）
- SHELLY（4回：2012年1月14日、2012年5月5日、12月8日、2013年3月9日）
- 福田彩乃（3回：2011年7月9日、2013年2月16日、5月11日）
- 松山メアリ（4回：2012年6月16日、9月8日、2013年1月12日、7月20日）
- 吉木りさ（11回：2012年6月9日、12月1日、2013年2月16日、9月14日、2014年4月19日、10月4日、2015年5月23日、11月14日、2016年6月11日、12月10日）
- 南沢奈央（4回：2011年12月3日、2012年12月15日、2013年6月8日、2014年1月11日）
- 桜庭ななみ（4回：2012年6月16日、2013年1月12日、7月20日、2016年5月7日）
- 波瑠（2回：2012年11月10日、2013年1月19日）
- 春香クリスティーン（3回：2011年5月21日、2013年3月2日、10月19日）
- 成海璃子（2回：2012年7月21日、2013年4月20日）
- 真野恵里菜（2回：2011年12月10日、2013年5月18日）
- 指原莉乃（2回：元AKB48、当時HKT48）（2012年5月12日、2013年6月1日）
- Ami（元E-girls・Dream）（2回：2013年5月11日、6月22日）
- 伊藤千晃（元AAA）（2回：2010年12月18日、2013年10月5日）
- 嗣永桃子（元Berryz工房）（2回：2012年4月7日、2013年12月21日）
- 中村アン（3回：2013年7月13日、2014年1月1日、2015年1月1日）
- マギー（3回：2013年6月15日、2014年1月18日、9月13日）
- ダレノガレ明美（3回：2013年6月15日、2014年3月15日、11月15日）
- 平野綾（3回：2013年11月2日 回答読み上げ兼任、2014年6月14日、12月20日 回答読み上げ兼任）
- 須田亜香里（当時SKE48）（3回：2014年3月8日、2014年7月19日、2015年2月7日 回答読み上げ兼任）
- ニッチェ（4回：2013年12月7日、2014年6月7日、2015年1月1日、8月1日）
- ラブリ（2回：2013年11月16日、2014年6月21日）
- 秋元才加（4回：2014年1月11日、9月20日、2015年9月12日、2016年2月20日）
- IVAN（2回：2014年5月3日、10月4日）
- 友近（2回：2012年12月1日、2014年10月18日）
- 清水富美加（3回：2014年5月10日、11月1日、2015年4月18日）
- 足立梨花（3回：2014年9月6日、2015年2月7日、9月5日）
- 大場美奈（当時SKE48）（2回：2014年7月19日、12月20日）
- 椿鬼奴（3回：2014年1月1日、2015年1月1日、2016年5月14日）
- おのののか（5回：2014年3月1日、2015年2月14日、6月6日、2016年1月1日、9月10日）
- いとうあさこ（2回：2014年5月31日、2015年5月23日）
- 佐野ひなこ（2回：2014年12月13日、2015年5月9日）
- 河北麻友子（2回：2013年10月12日、2015年5月16日）
- 安田美沙子（2回：2008年2月2日、2015年5月16日）
- 柳ゆり菜（5回：2015年2月8日、6月13日、12月5日、2016年9月17日、2017年1月1日）
- 山田菜々（2回：2012年7月14日（当時NMB48）、2015年6月13日）
- 光宗薫（4回：2015年5月24日、9月19日、2016年7月16日、2017年2月11日）
- misono（2回：2009年11月21日、2015年6月20日）
- 浅田舞（2回：2015年4月11日、8月1日）
- 小島梨里杏（4回：2015年5月9日、10月17日、2016年4月9日、11月5日）
- 松井玲奈（5回:2015年4月25日（当時SKE48/乃木坂46兼任）、11月23日（特別編）、2016年5月7日、9月24日、2017年1月14日）
- 黒沢かずこ（森三中）（4回：2014年12月20日、2016年1月1日、7月30日、2017年4月8日）
- 池田エライザ（2回：2015年10月31日、2016年3月5日）
- 内田理央（2回：2015年4月4日、2016年4月30日）
- 宮澤佐江（3回：2015年4月11日（当時SKE48）、2016年5月21日、11月12日）
- 傳谷英里香（2回：2016年5月14日、2017年2月18日）
- 武田玲奈（4回：2015年12月5日、2016年6月11日、11月19日、2017年4月8日）
- 益若つばさ（2回：2015年12月12日、2016年6月18日）
- 舟山久美子（2回：2016年1月9日、9月17日）
- 黒島結菜（2回：2016年3月5日、10月1日）
- 柴田淳（2回：2015年11月23日（特別編）、2016年11月12日）
- 馬場ふみか（2回：2015年12月12日、2016年12月17日）
- 鈴木奈々（2回：2013年9月14日、2016年12月17日） - 2016年12月17日は読み上げ担当
- 峯岸みなみ（2回：当時AKB48）（2016年1月1日、2020年2月8日）

- 安めぐみ（2005年1月5日）
- 清水ミチコ（2005年9月18日）
- 小池栄子（2005年12月27日）
- 大沢あかね（2006年4月30日）
- ソニン（2006年5月21日）
- 佐藤江梨子（2006年7月17日）
- 夏川純（2006年8月14日）
- 磯山さやか（2006年10月16日）
- 乙葉（2007年1月28日）
- 松本まりか（2007年8月4日）
- 安倍麻美（2007年10月20日）
- 川村ゆきえ（2007年11月3日）
- いとうまい子（2007年12月1日）
- 木下優樹菜（2008年1月1日）
- MEGUMI（2008年1月19日）
- 森下千里（2008年3月1日）
- 榮倉奈々（2008年3月15日）
- 南まりか（2008年9月20日）
- 杉本有美（2008年12月6日）
- 高部あい（2009年2月21日）
- 藤本美貴（2009年4月18日）
- 福田沙紀（2009年5月2日）
- 大石参月（2009年5月16日）
- 中山恵（2009年6月6日）
- 豊田エリー（2010年1月1日）
- 浦浜アリサ（2010年2月6日）
- 松嶋初音（2010年2月20日）
- 多岐川華子（2010年3月6日）
- 杏（2010年4月3日）
- 森三中（2010年5月8日）
- 赤井沙希（2010年5月15日）
- 和希沙也（2010年7月24日）
- 有末麻祐子（2010年8月7日）
- 道重さゆみ（当時モーニング娘。）（2010年9月4日）
- 遠藤舞（アイドリング!!!3号）（2010年9月18日）
- 外岡えりか（元アイドリング!!!6号）（2010年9月18日）
- 横山ルリカ（元アイドリング!!!9号）（2010年9月18日）
- 森田涼花（元アイドリング!!!11号）（2010年9月18日）
- 小林さり（2010年10月23日）
- SCANDAL（2010年11月20日）
- 藤田朋子（2011年1月22日）
- 鈴木あきえ（2011年2月5日）
- 玉置成実（2011年2月19日）
- 麻里奈（2011年3月5日）
- 安座間美優（2011年5月7日）
- 中村知世（2011年5月14日）
- 渡辺美里（2011年7月23日）
- KONAN（当時SDN48[注 17]）（2011年8月13日）
- 藤社優美（SDN48[注 17]）（2011年8月13日）

- 上原多香子（2011年8月27日）
- 石原さとみ（2011年11月5日）
- 夏帆（2011年11月19日）
- きゃりーぱみゅぱみゅ（2011年12月17日）
- トリンドル玲奈（2012年1月1日）
- 本田翼（2012年1月1日）
- 高岡早紀（2012年2月4日）
- 9nine（佐武宇綺、西脇彩華、吉井香奈恵、川島海荷〈当時〉）（2012年3月3日）
- 新垣里沙（2012年5月19日）
- 山本彩（当時NMB48）（2012年7月14日）
- 南條有香（2012年9月8日）
- ドーキンズ英里奈（2012年9月22日）
- 水川あさみ（2012年10月6日）
- 近藤春菜（ハリセンボン）（2012年11月10日）
- 菜々緒（2013年1月1日）
- 中村静香（2013年2月2日）
- 山本美月（2013円2月9日）
- バニラビーンズ（2013年3月2日）
- キンタロー。（2013年3月9日）
- 有村架純（2013年3月16日）
- 瀧本美織（2013年4月13日）
- 黒川智花（2013年4月13日）
- 小野恵令奈（2013年5月11日）
- はるな愛（2013年5月18日）
- 喜屋武ちあき（2013年8月3日）
- 加賀美セイラ（2013年9月21日）
- 大島麻衣（2013年11月2日）
- 道端アンジェリカ（2013年11月16日）
- 今井華（2013年11月30日）
- 水沢アリー（2013年12月14日）
- 宮﨑香蓮（2014年1月1日）
- 渡辺直美（2014年3月1日）
- 松岡茉優（2014年4月12日）
- IMALU（2014年5月17日）
- 高橋真麻（2014年5月17日 回答読み上げ兼任）
- 柴田阿弥（当時SKE48）（2014年7月19日）
- 虎南有香（2014年10月18日）
- 岸本セシル（2014年11月8日）
- 日本エレキテル連合（2014年11月15日）
- にわみきほ（2014年12月6日）
- 筧美和子（2014年12月13日）
- 谷真理佳（SKE48）（2014年12月20日）

- 古川愛李（当時SKE48）（2014年12月20日）
- 最上もが（当時でんぱ組.inc）（2015年1月10日）
- 橋本奈々未（当時乃木坂46）（2015年2月28日）
- 高山一実（乃木坂46）（2015年2月28日）
- 矢島舞美（当時℃-ute）（2015年3月7日）
- 岡井千聖（当時℃-ute）（2015年3月7日）
- 武藤彩未（2015年3月14日）
- 松井愛莉（2015年3月14日）
- 市川紗椰（2015年4月4日）
- chay（2015年4月11日）
- 橋本マナミ（2015年4月25日）
- 和田アキ子（2015年7月18日）
- 江口のりこ（2015年7月25日）
- 三戸なつめ（2015年8月22日）
- 能町みね子（2015年8月22日）
- 吉岡里帆（2015年9月12日）
- 入来茉里（2015年10月10日）
- 田中美麗（元SUPER☆GiRLS）（2015年11月7日）
- 久慈暁子（2015年11月14日）
- 橋本環奈（2016年1月9日）
- 壇蜜（2016年2月13日）
- 山谷花純（2016年2月13日）
- 春風亭ぴっかり（2016年2月20日）
- 秋元真夏（乃木坂46）（2016年3月12日）
- 北野日奈子（乃木坂46）（2016年3月12日）
- 大久保佳代子（2016年4月30日）
- 葵わかな（2016年6月18日）
- 小芝風花（2016年7月23日）
- 福原遥（2016年9月3日）
- 坂下千里子（2016年9月3日）
- はいだしょうこ（2016年9月10日）
- 堀未央奈（乃木坂46）（2016年10月15日）
- 桜井日奈子（2016年10月22日）
- 島崎和歌子（2016年10月22日 回答読み上げ兼任）
- 衛藤美彩（当時乃木坂46）（2016年12月3日）
- 朝比奈彩（2017年1月1日）
- 柳美稀（2017年1月14日）
- 黒崎レイナ（2017年3月4日）
- 飯豊まりえ（2017年3月11日）

### 男性ゲスト
- 阿藤快（10回：2008年1月1日、2009年1月1日、7月18日、2010年4月3日、2011年1月1日、9月3日、2012年1月1日、7月22日、2013年1月1日、2015年1月10日、2015年7月18日 回答読み上げ兼任だったが、2015年11月14日に死去）
- ユージ（8回：2010年5月1日、2011年1月1日、9月3日、12月17日、2012年6月9日、2013年10月12日、2014年5月31日、10月4日）
- バカリズム（6回：2010年9月18日、2011年7月9日、2012年2月11日、9月1日、12月15日、2012年12月15日）
- 山下真司（9回：2010年1月1日、9月4日、2011年6月18日、2012年1月21日、2013年3月2日、2014年1月11日、2015年7月18日、2015年12月12日、2016年9月3日 回答読み上げ兼任）
- 槇原寛己（5回：2010年1月1日、7月24日、2012年1月1日、2013年5月4日、2017年4月8日 回答読み上げ兼任）
- 與真司郎（AAA）（2回：2010年1月16日、12月18日）
- 西島隆弘（AAA）（2回：2010年1月16日、12月18日、2012年10月13日）
- フルーツポンチ（3回：2009年11月21日、2011年2月12日、2014年10月11日、2015年4月18日）[注 18]
- 和田正人（D-BOYS）（2回：2010年11月6日、2011年6月18日）
- 大東俊介（2回：2010年3月20日、2011年9月10日）
- ユナク（超新星）（2回：2010年6月19日、2011年10月1日）
- グァンス（超新星）（2回：2010年6月19日、2011年10月1日）
- ゴニル（超新星）（2回：2010年6月19日、2011年10月1日）
- 河本準一（次長課長）（2回：2010年1月1日、2011年10月15日）
- トータルテンボス（2回：2010年10月16日、2011年11月19日[注 19]）
- 藤井隆（2回：2008年1月1日、2012年1月1日）
- 陣内智則（2回：2009年7月18日、2012年1月1日）
- JOY（4回：2010年6月12日、2012年2月18日、7月14日、2014年6月7日）
- ISSA（2回：2010年10月9日、2012年3月17日）
- 博多華丸・大吉（3回：2010年4月10日、2012年5月5日、2013年10月5日）
- しずる（2回：2011年5月14日、2012年12月1日）
- パンクブーブー（2回：2012年3月24日、2013年1月1日）
- 麒麟（2回：2010年12月11日、2013年11月30日）
- 山田親太朗（2回：2013年12月7日、2014年4月5日）
- 平成ノブシコブシ （2回：2013年5月4日、2014年4月5日）
- mihimaru GT（2回：2011年12月10日、2012年6月2日）
- サンドウィッチマン（2回：2012年6月2日、2014年6月14日）
- 小出恵介（2回：2012年4月7日、2014年6月21日）
- スリムクラブ（3回：2014年4月5日、7月12日、2016年5月21日）
- ジャルジャル（2回：2012年11月3日、2014年9月6日）
- はんにゃ（2回：2010年8月7日、2014年10月4日）
  - 2014年1月1日に川島章良が実家から家族とともに出演。
- 織田信成（2回：2014年10月11日、2015年2月8日 回答読み上げ兼任）
- ケンドーコバヤシ（5回：2009年7月18日、2015年4月4日、2016年4月9日、10月1日、2017年4月8日）
- シソンヌ（2回：2014年11月8日、2015年7月25日）
- ヒャダイン（4回：2015年10月17日、2016年3月19日、10月15日、2017年3月11日）
- バイきんぐ（2回：2014年9月13日、2016年6月18日）
- 梶裕貴（2回：2015年12月5日、2016年12月10日 回答読み上げ兼任）
- 岡田圭右（ますだおかだ）（2回：2012年9月22日、2017年1月1日）
- カンニング竹山（2回：2016年7月16日、2017年3月4日）
- 木村祐一（2回：2011年8月13日、2015年2月15日）
- アンガールズ（2回：2014年5月3日、2017年4月8日）

- なぎら健壱（2005年1月5日）
- 城田優（2007年10月20日）
- 半田健人（2007年11月3日）
- チュートリアル（2009年1月1日）
- 木村明浩（バッファロー吾郎）（2009年5月16日）[注 20]
- バッファロー吾郎（2009年9月19日）
- 大倉忠義（関ジャニ∞）（2009年10月17日）
- 安田章大（関ジャニ∞）（2009年10月17日）
- 井上聡（次長課長）（2010年1月1日）
- 橘慶太（w-inds.）（2010年4月17日）
- 蕨野友也（2010年5月8日）
- 井上正大（2010年7月17日）
- 細川茂樹（2010年8月7日 回答読み上げ兼任）
- FUJIWARA（2010年11月13日）
- DAIGO（2010年11月20日）
- 井出卓也（ココア男。）（2010年12月4日）
- 前田公輝（2010年12月4日）
- 浦田直也（AAA）（2010年12月18日）
- 日高光啓（AAA）（2010年12月18日）
- 末吉秀太（AAA）（2010年12月18日）
- ブラックマヨネーズ（2011年1月1日）
- 千原せいじ（2011年1月22日）
- 牧田哲也（D-BOYS）（2011年2月5日）
- 菅田将暉（2011年5月7日）
- 松木安太郎（2011年6月11日 回答読み上げ兼任）
- 金井勇太（2011年7月23日）
- 木村祐一（2011年8月13日、2015年2月15日）
- 塚本高史（2011年8月27日）
- 山本耕史（2011年9月10日）
- ソンモ（超新星）（2011年10月1日）
- ジヒョク（超新星）（2011年10月1日）
- 鎌苅健太（2011年11月5日）
- 米原幸佑（2011年11月5日）
- 松下優也（2011年11月12日）
- オリエンタルラジオ（2011年11月12日 藤森慎吾は回答読み上げ兼任）
- 三浦貴大（2011年11月19日）
- 五十嵐隼士（2011年12月3日）
- Soulja（2012年3月17日）
- 柳下大（2012年4月14日）
- Alice Nine（2012年4月21日）
- ケン坊田中（2012年5月5日） - 福岡公開録画時のリポーター
- 松坂桃李（2012年5月12日）
- ソナーポケット（2012年5月19日）
- ゴールデンボンバー（2012年7月21日）
- スキマスイッチ（2012年9月8日）
- 伊藤淳史（2012年10月6日）
- 速水もこみち（2012年11月3日）
- 塚本高史（2012年11月10日）
- モストデンジャラストリオ（2012年12月1日） - 松山公開録画時のリポーター
- えなりかずき（2013年1月12日 回答読み上げ兼任）
- アニマル浜口（2013年1月19日 回答読み上げ兼任）
- NON STYLE（2013年2月2日）
- マイケル富岡（2013年2月9日）
- 小池徹平（2013年3月16日）
- 秋山竜次（ロバート）（2013年3月16日）
- 横山裕（関ジャニ∞）（2013年4月6日）
- 渋谷すばる（当時関ジャニ∞）（2013年4月6日）
- 武井壮（2013年4月13日、7月13日）
- しろっぷ （2013年5月4日） - 札幌公開録画時のリポーター
- スギちゃん（2013年6月1日）
- FTISLAND（2013年6月8日）
- 飯尾和樹（ずん）（2013年6月22日）
- デニス（2013年10月19日）
- 高橋茂雄（サバンナ）（2013年12月14日）
- ハマカーン（2013年12月21日）
- 城島茂（TOKIO）（2014年1月1日）
- ナイツ（2014年1月18日）
- 滝口幸広（2014年2月1日）
- 松田凌（2014年2月1日）
- かもめんたる（2014年3月8日）
- 又吉直樹（ピース）（2014年3月15日）
- FUJIWARA（2014年4月5日）
- フットボールアワー（2014年4月5日）
- 林遣都（2014年4月12日）
- 綾部祐二（ピース）（2014年4月19日）
- ハライチ（2014年5月10日）
- 佐藤隆太（2014年7月12日）
- ザブングル（2014年10月4日）
- 流れ星（2014年11月1日）
- ウーマンラッシュアワー（2014年12月6日）
- アルコ&ピース（2015年1月10日）
- 佐野岳（2015年2月14日）
- サバンナ（2015年2月14日）
- パンサー（2015年2月15日）
- 狩野英孝（2015年2月15日）
- 鈴木勝大（2015年3月7日）
- 澤部佑（ハライチ）（2015年3月14日）
- 山﨑賢人（2015年4月18日）
- 町田啓太（2015年5月16日）
- 品川祐（2015年6月6日）
- 本郷奏多（2015年6月6日）
- 千葉雄大（2015年6月13日）
- 高良健吾（2015年7月25日）
- クリス松村（2015年8月1日）
- ダイノジ（2015年8月1日）
- 忍成修吾（2015年9月5日）
- 稲葉友（2015年9月19日）
- 中村蒼（2015年10月3日）
- 柄本時生（2015年10月3日）
- 上遠野太洸（2015年10月10日）
- 横浜流星（2015年10月31日）
- 尾木直樹（2015年11月7日）
- つるの剛士（2016年1月9日）
- バッドボーイズ（2016年1月9日）
- 加藤シゲアキ（NEWS）（2016年1月16日）
- ゴリ（ガレッジセール）（2016年1月16日）
- レイザーラモンRG（2016年6月18日）
- 加藤諒（2016年7月23日）
- 中尾暢樹（2016年7月30日）
- 柴田英嗣（アンタッチャブル）（2016年7月30日）
- 中川大志（2016年9月24日）
- 博多大吉（2016年10月1日）
- 竹若元博（バッファロー吾郎）（2016年10月1日）
- 板倉俊之（インパルス）（2016年10月1日）
- 後藤淳平（ジャルジャル）（2016年10月1日）
- 宮田俊哉（Kis-My-Ft2）（2016年11月5日）
- 松岡充（2016年11月19日）
- 里崎智也（回答読み上げ兼任）（2016年12月3日）
- 銀シャリ（2016年12月17日）
- 厚切りジェイソン（2017年1月7日）
- 竹之内大輔（2017年1月7日）
- 小橋洋平（2017年1月7日）
- 風間俊介（2017年1月14日）

### その他
2015年4月18日に連続テレビ小説『まれ』のコラボ企画として出演者の土屋太鳳、大泉洋（TEAM NACS）、塚地武雅（ドランクドラゴン）がVTR出演した。

### 大喜利ひろめ隊が行く!
収録放送の日に行われるコーナーで、芸人がロケで大喜利を出題し、番組の知名度を上げようというもの。
- しずる（2010年4月10日、5月8日、7月10日、9月11日、10月23日、11月13日、12月11日、2011年2月12日、5月14日、11月19日、2012年12月1日）
- 平成ノブシコブシ（2013年5月4日）
- 千鳥（2016年6月4日）

### 回答者ゲスト
第1回（2005年1月5日）
- スピードワゴン
- ヒロシ
- 松村邦洋

第3回（2005年12月27日）
- 北島三郎（VTR出演）
- 後藤真希（VTR出演）
- 釈由美子（VTR出演）

夏休みスペシャル（2006年8月14日）
- 宮川大輔
- レギュラー
- まちゃまちゃ

秋のスペシャル（2007年9月22日）
- ケンドーコバヤシ
- ハリセンボン
- 徳井義実（チュートリアル）

2008年8月2日放送
- 茂木健一郎（投稿ゲスト）
- 箭内道彦（投稿ゲスト）

2009年12月19日放送
- 水樹奈々（VTR出演）

ミニミニ映像大賞（2012年9月15日）
- 箭内道彦
- Lilico
- 吉木りさ
- 麒麟

### 回答読み上げゲスト
初出演順。なお職種の分け方はゲストとして呼ばれた理由によるもので、その人が主としている職種と異なる場合がある。
- 神谷明 - 2005年12月27日の放送で出演。『北斗の拳』のケンシロウ役。
- 日髙のり子 - 2006年3月29日の放送で出演。『タッチ』の浅倉南役。
- 大平透 - 2006年4月30日の放送で出演。『ハクション大魔王』の魔王役。
- 古谷徹 - 2006年5月21日、2007年11月18日、2011年1月15日、2015年6月6日で出演。2006年5月21日、2015年6月6日放送時は『機動戦士ガンダム』シリーズのアムロ・レイ役、2007年11月18日・2011年1月15日の放送では『巨人の星』の星飛雄馬役での回答読み上げを担当。
- 平野文 - 2006年6月25日の放送で出演。『うる星やつら』のラム役。
- 三石琴乃 - 2006年7月17日の放送で初出演。初出演時は『美少女戦士セーラームーン』シリーズの月野うさぎ役、2008年1月19日の放送ではサンシャイン60でエレベーターガールをしていた経験から、エレベーターガールとしての回答読み上げを担当。
- 杉山佳寿子 - 2007年4月22日の放送で出演。『アルプスの少女ハイジ』のハイジ役。
- 納谷悟朗 - 2007年9月22日の放送で出演。『ルパン三世』の銭形警部役。
- 中田譲治 - 2008年2月16日の放送で出演。映画の予告編のナレーターとしての回答読み上げを担当。
- 玄田哲章 - 2008年3月1日の放送で初出演。ハンマー投げの選手の絶叫するシーンの読み上げを担当。2013年6月23日の放送では『北斗の拳』のラオウ役、2013年10月5日の放送では映画『ターミネーター』で主演したアーノルド・シュワルツェネッガーの吹き替えを題材とした回答読み上げを担当。
- ゴブリン - 映画館の「予告編」を題材にした回答読み上げを担当。2013年8月3日の放送で初出演の時はホラー映画、2014年11月15日の放送では時代劇映画のタイトルを読み上げた。
- 平野綾 - 2013年11月2日、2014年6月14日の放送で出演。ゲスト出演と兼任で、番組内ゲームキャラクター「大喜利子」を演じ、ギャルゲーで繰り広げられるシチュエーションを使用した回答読み上げを担当。
- 奥田民義 - 美術館の「音声ガイド」を題材にした回答読み上げを担当。2014年3月8日の放送で初出演の時はダヴィッド作・『アルプスを越えるナポレオン』を、2014年9月6日の放送ではミレー作・『落穂拾い』を、2015年6月13日は「タヒチの女」が、お題の絵画として使用された。2015年10月31日、2016年7月23日も読み上げ担当した。
- 脇坂京子 - 2014年5月10日、2015年4月4日の放送で出演。新幹線のアナウンスを題材にした回答読み上げを担当[注 22]。
- 宮野真守 - 2014年9月20日の放送で出演。ゲスト出演と兼任で、「イケメンボイスのカーナビ音声」としてカーナビ音声を題材にした回答読み上げを担当。
- のざききいこ - 2015年10月10日の放送で出演。給湯器の音声として給湯器の音声を題材。2016年7月30日放送では今はやりのしゃべる冷蔵庫の音声を題材にした回答読み上げを担当した。
- 梶裕貴 - 2015年12月5日、2016年12月10日の放送で出演。ゲスト出演と兼任で、1回目は「イケメン電鉄車掌のアナウンス」として車掌のセリフを題材に、2回目はエレベーターの音声を題材とした回答読み上げを担当。
- 徳井青空 - 2016年9月24日の放送で出演。ゲスト出演と兼任。

- 古屋明信 - 2006年8月14日・2008年7月19日・2010年3月6日・2011年3月5日の放送で出演。アナウンサーとしての回答読み上げを担当。
- ケイ・グラント - 2007年12月15日の放送で出演。リング・アナウンサーとしての回答読み上げを担当。
- 秀島史香 - 2008年2月2日・2008年8月2日・2009年1月1日・2010年1月16日・2010年12月18日・2011年8月27日・2012年10月6日・2013年2月16日・2013年12月21日・2015年2月15日・6月20日・11月14日・2016年4月30日の放送で出演。ラジオのDJとしての回答読み上げを担当[注 23]。2017年4月8日はDJ KOOさんとのラジオ番組を題材にしたお題の回答読み上げを担当。
- 中田有紀 - 2008年5月17日の放送で出演。お天気キャスター役としての回答読み上げを担当。
- 杉本清 - 2008年11月1日の放送で出演。競馬中継実況アナウンサーとしての回答読み上げを担当。
- 宮崎哲弥 - 2009年4月4日の放送で出演。討論番組のコメンテーターとしての回答読み上げを担当。
- クリス・ペプラー - 2010年5月15日の放送で出演。ラジオのDJとしての回答読み上げを担当。
- 小野卓司 - 2012年2月18日、9月1日の放送で出演。アナウンサーとしての回答読み上げを担当。
- 鈴木史朗 - 2013年1月1日、7月20日、2015年2月28日放送で出演。1月1日放送分は東京スカイツリー、7月20日放送分はダイオウイカの映像を観ながら実況する「映像大喜利」として、2015年2月28日放送分は動物ドキュメントのナレーターとして回答読み上げを担当。
- 林修 - 2013年4月20日放送で出演。
- デーブ・スペクター - 2013年6月15日放送で出演。
- 石澤典夫 - 2013年12月7日放送で出演。東京湾に出現したゴジラのニュースを流すアナウンサーとしての回答読み上げを担当[注 24]。
- 島村俊治 - 2014年2月1日放送で出演。スキージャンプの実況アナウンサーとしての回答読み上げを担当。
- 有働由美子 - 2014年4月5日放送で出演。朝の情報番組である『あさイチ』の司会としての回答読み上げを担当。
- 藤生恭子 - 2014年5月3日放送で出演。球場のウグイス嬢としての回答読み上げを担当。
- 末田正雄 - 2014年10月18日放送で出演。秋の運動会のニュースを報じるアナウンサーとしての回答読み上げを担当。
- DJ KOO - 2014年11月1日、2015年9月19日、2016年6月18日放送で出演。2014年11月1日はライブ会場でtrfのヒット曲「BOY MEETS GIRL」のイントロ部分で叫ぶシーンを、2015年9月19日ラジオ番組中のコーナーのタイトル名を、2016年6月18日は京都のライブでの題材にしたお題の回答読み上げを担当。2017年4月8日は秀島史香さんとのラジオ番組を題材にしたお題の回答読み上げを担当。
- 鳥越俊太郎 - 2016年1月1日放送で出演。2016年1月1日はニュースキャスターの自己紹介のお題の回答読み上げを担当。
- 吉川美代子 - 2016年3月5日放送で出演。アナウンサースクールの講師役としての回答読み上げを担当。
- 木原実 - 2016年5月14日放送で出演。気象予報士役として回答読み上げを担当。

- 桶谷早苗 - 2006年9月18日・2010年10月9日の放送で出演。実際にカーナビの音声ガイダンスを担当している。カーナビの音声として回答読み上げを担当。
- 中村啓子 - 2007年8月5日の放送で出演。電話の時報や留守番電話サービスのナレーター。「電話のお知らせサービスの声」として回答読み上げを担当。

- 阿藤快 - 2007年5月13日の放送で初出演。初出演時は旅番組のリポーター、2008年1月1日の放送では初詣のリポーター、2009年1月1日の放送ではお宅訪問のリポーター、2009年7月18日の放送では結婚式であいさつする来賓、2010年4月3日の放送ではお花見中継のリポーター、2011年1月1日の放送では成人式であいさつする来賓、2011年9月3日の放送では映画の舞台あいさつをする俳優、2012年1月1日の放送ではお見合いの立会人として、2014年1月1日の放送は卒業した中学校をロケで訪問したリポーターとして、2015年1月10日は豪邸訪問したリポーターとして回答読み上げを担当。2015年7月18日放送回が最後の出演。
- 彦摩呂 - 2008年4月19日の放送で初出演。グルメリポーターとしての回答読み上げを担当。2014年11月8日の放送では、新たに企画された川柳のお題「くいしんぼう川柳」の回答を読み上げた。
- LiLiCo - 2013年10月19日の放送で出演。ハリウッドスターにインタビューするリポーターとしての回答読み上げを担当。

- 掛布雅之 - 2007年9月22日の放送で出演。野球解説者としての回答読み上げを担当。ちなみに、出演の数時間前まで日本テレビで実際に巨人-阪神戦の解説をしていたため、東京ドーム（水道橋）からNHK（神南）に直行していた。
- 松木安太郎 - 2008年3月15日・2009年2月21日・2010年3月20日・2010年6月12日・2013年4月6日・2014年4月12日・2017年2月18日の放送で出演。サッカー解説者としての回答読み上げを担当。2008年3月15日の放送では松木が読んだ回答の評価はすべてアンテナ3本、つまりパーフェクトであった。2009年2月21日の放送では恋愛相談に答えるというお題で登場。途中笑いながら回答を読んでしまうハプニングがあり、その回答は最優秀作品賞に選ばれた。またその日のゲスト賞も松木が読んだ回答から選ばれた。2010年6月12日の放送ではW杯の現地リポートをするというお題で登場。2011年6月11日の放送ではサッカー討論番組での解説者としての回答読み上げを担当。2012年5月5日放送の福岡公開録画でも出演。
- 大林素子 - 2008年6月7日の放送で出演。バレーボール解説者としての回答読み上げを担当。このときは全日本男子代表が16年ぶりの五輪出場を決めた直後で、大林も東京体育館（千駄ヶ谷）からNHK（神南）に直行していた。
- 増田明美 - 2008年10月4日、2012年5月19日の放送で出演。マラソン中継解説者としての回答読み上げを担当。
- 槇原寛己 - 2009年6月6日の放送で初出演。初出演時は野球教室の講師としての、2010年1月1日の放送では同窓会に出席したと言う設定で、2010年7月24日の放送では夏休みにハワイ旅行をしたという設定、2012年1月1日の放送では料理番組に出演したと言う設定で、6月16日の放送ではスポーツニュースのキャスターで出演したと言う設定、2013年5月4日の放送では母校で講演するという設定、2014年3月15日の放送ではプロ野球選手へインタビューする設定、2014年12月6日の放送では選手仲間と温泉旅館へ行く設定のお題の回答読み上げを担当。2017年4月8日の広島ツアーでは本人役で寝言をいう設定で読み上げ。
- 高山善廣 - 2009年11月7日・2010年11月6日・2011年11月19日・2012年4月7日・12月1日の放送・2013年9月21日・2014年3月1日・2015年7月18日・11月7日・2017年2月11日で出演。プロレスラーとして回答読み上げを担当。
- 千葉真子 - 2010年11月20日の放送で出演。駅伝チームの監督としての回答読み上げを担当。
- 川合俊一 - 2011年5月7日の放送で出演。バレーボール解説者としての回答読み上げを担当。
- 舞の海秀平 - 2014年5月31日、2015年10月17日の放送で出演。2014年は少年相撲教室の指導者として、2015年は街ブラ番組に出演した本人としての回答読み上げを担当。
- 高田延彦 - 2014年9月20日、2015年8月1日の放送で出演。2014年9月20日放送では母校で講演するという設定、2015年8月1日放送では旅番組での一言の回答読み上げを担当。
- 瀬古利彦 - 2014年12月13日の放送で出演。駅伝に出場中の選手を、後方の伴走車から指示する監督という設定の回答読み上げを担当。
- 織田信成 - 2015年2月7日の放送で出演。子供スケート教室の指導者としての回答読み上げを担当。
- 篠原信一 - 2015年3月7日の放送で出演。母校での指導者としての回答読み上げを担当。
- 真壁刀義 - 2015年4月11日、8月22日放送で出演。本人役として回答読み上げを担当。
- 振分親方 - 2016年2月13日放送で出演。本人役として回答読み上げを担当。
- 前園真聖 - 2016年3月13日放送で出演。本人役として回答読み上げを担当。
- 亀田興毅 - 2016年5月21日放送で出演。本人役として回答読み上げを担当。
- 浜口京子 - 2016年11月19日放送で出演。本人役として回答読み上げを担当。
- 里崎智也 - 2016年12月3日放送で出演。本人役として回答読み上げを担当。

- いとうまい子 - 2007年12月1日の放送で出演。ゲスト出演の回の1問目で、かつて主演したドラマ『不良少女とよばれて』に関連したお題の回答読み上げを担当。
- 山下真司 - 2010年1月1日の放送で初出演。初出演時は刑事ドラマの刑事（『太陽にほえろ!』の五代潤のイメージ）としての、2010年9月4日の放送ではスポ根ドラマのラグビー部監督（『スクール☆ウォーズ』の滝沢賢治のイメージ）、2011年6月18日の放送では夜中の3時に電話をかけてくる人として、2012年1月21日の放送ではクイズ番組の出演者として、2014年10月4日の放送ではハワイへ向かう飛行機での出来事を題材にした回答読み上げを担当。2015年7月18日放送の10周年スペシャルや2017年3月11日放送でも読み上げ回答を担当。
- 細川茂樹 - 2010年8月7日の放送で出演。家電に関連したお題の回答読み上げを担当。
- 上島竜兵 - 2013年5月11日の放送で出演。
- 蛭子能収 - 2013年8月3日、2014年1月1日、6月21日、2015年1月1日、7月18日、9月5日、2016年1月9日、4月9日、9月17日、2017年1月1日、2019年8月31日の放送で出演。
- パンツェッタ・ジローラモ - 2013年11月16日の放送で出演。
- 山村紅葉 - 2013年11月30日の放送で初出演。初出演時はサスペンスドラマに登場する旅館の女将としての、2014年7月12日の放送では犯人を崖に追い込んだ女刑事としての回答読み上げを担当。2015年7月18日放送の10周年スペシャルでも読み上げ回答を担当。
- 國村隼 - 2013年9月14日の放送で出演。「悪の親分」の本人役として回答読み上げを担当。
- 杉本哲太 - 2013年12月14日の放送で出演。連続テレビ小説『あまちゃん』で演じた、北三陸駅の駅長・大向大吉に関するお題の回答読み上げを担当。
- 田中卓志 - 2014年12月6日の放送で出演。デートに出かける様子に関するお題の回答読み上げを担当。
- 須田亜香里 - 2015年2月7日の放送で出演。桜吹雪舞う学校の卒業式の正門前で、先輩男子生徒を呼び止める後輩女子生徒としての回答読み上げを担当[注 25]。
- 賀集利樹 - 2015年4月25日の放送で出演。現場に到着した刑事に関するお題読み上げを担当。
- 温水洋一 - 2016年2月20日の放送で出演。本人主演映画に関するお題読み上げを担当。
- テリー伊藤 - 2016年5月7日の放送で出演。旅番組に出演してのお題読み上げを担当。
- おのののか - 2016年9月10日の放送で出演。ビールの売り子に関するお題を読み上げを担当。
- 島崎和歌子 - 2016年10月22日の放送で出演。本人出演クイズ番組に関するお題を読み上げを担当。
- 鈴木奈々 - 2016年12月17日、2017年3月4日の放送で出演。本人役で旅館でのロケで出た時のお題を読み上げを担当。

- 岡千秋 - 2008年4月5日の放送で出演。自ら作った都はるみとのデュエット曲『浪速恋しぐれ』における有名な岡の台詞部分がお題。
- 水木一郎 - 2008年9月21日の放送で出演。ヒーロー戦隊テーマ曲の歌い出しの部分がお題で曲に合わせて歌い上げた。
- 岡本知高 - 2009年10月17日の放送で出演。発声練習に関連したお題の回答読み上げを担当。
- 晋平太 - 2011年12月10日、2012年6月9日放送で出演。ラップに合わせたお題の回答読み上げを担当。
- SAM - 2013年6月1日放送で出演。
- ダイアモンド☆ユカイ - 2014年4月19日の放送で出演。RED WARRIORS時代の『バラとワイン』を替え歌にしたお題を歌いながら回答読み上げを担当。
- キマグレン - 2014年8月2日の放送で出演。『LIFE』のサビの部分を替え歌にしたお題を歌いながら回答読み上げを担当。
- 森公美子 - 2015年1月1日の放送で出演。オオギリ合唱団のバックコーラスで、アメリカの童謡『メリーさんのひつじ』のサビの部分を替え歌にしたお題を歌いながら回答読み上げを担当。
- 大友康平 - 2015年2月15日の宮城公開放送で出演。
- 乃木坂46 - 2015年7月18日の10周年記念スペシャルで出演。
- さだまさし - 2015年7月18日の10周年記念スペシャルで「今夜も生でさだまさし」のお便り募集に関しての回答読み上げを担当。
- Cheeky Parade - 2016年5月21日の放送で出演。大喜利合唱団と出演。

- ななみちゃん - 2008年9月6日（公開収録）・2010年5月1日・2011年1月1日・12月17日・2012年10月21日・2013年1月1日、8月3日・2014年1月18日、9月13日・2015年7月18日、2017年3月11日の放送で出演。各日とも、自身のセリフが「ニセモノでは?」と疑われるお題の回答読み上げを担当。回答読み上げは声の出演の小桜エツコが行い、着ぐるみのななみちゃんの前にはダミーマイクが設置される。
- ふなっしー - 2016年1月16日・6月11日・11月12日の放送で出演。

- 土井善晴 - 2014年10月11日、2015年5月16日、9月12日、2016年1月1日、7月16日、2017年1月1日、4月8日の放送で出演。『きょうの料理』（NHK Eテレ）の講師としての回答読み上げを担当[12][注 26]。
- 北斗晶 - 2015年5月9日の放送で出演。お母さん役としての回答読み上げを担当。

### 毎月放送移行後のアシスタントアナウンサー
原則として全国放送デビューを果たしていない女性アナウンサーを選びそのお披露目の場としていたが、2006年末の時点で3年目以内のアナウンサーが登場し尽くしてしまったため、2007年1月は既に『夢見るタマゴ!熱血浜田塾』のアシスタントを務めた杉浦友紀が起用された。
2007年2月以降は既に登場経験があるアナウンサーが再登場するようになり、毎年秋ごろから同年入局の新人アナウンサーが新たに登場し、2008年2月から男性アナウンサーも登場するようになった。2007年10月から放送が月2回に、2010年4月から放送が月3回になったため、多くのアナウンサーが2回以上登場している。
アナウンサーによるルール解説時、プラスアルファの演出がなされることがあるがあまりうまくいかずに司会者陣からツッコミが入ることが多い。
また投稿者がメジャー五段とレジェンドに昇格した際（ルール変更前は殿堂入りの際）、景気付けにクラッカーが発射されるがカメラに対しての向きやタイミングが悪かったりクラッカーが開かなくなるという失態を披露したこともありその都度司会者陣からの総ツッコミを受けることになる。
2008年からは、毎年お正月スペシャル（1月1日深夜放送）で若手女子アナウンサーがトリオで「オオギリシスターズ」を結成してアシスタントを務めることが恒例になっている。
2012年12月の衆議院選挙以降の全国規模の国政選挙・統一地方選挙前日で翌日が開票速報の特番編成になる場合に限り投稿受付センターに自局のアナウンサーを起用することが困難なため、モデルの垣内彩未もしくはにわみきほが代役で出演することがある。
以下勤務局は放送当時のもの、出演日は暦日基準。放送回数の増加に対応するため、入局年次別の記述に改めた。
| 氏名     | 勤務局           | 出演日  | 備考 |
| 氏名     | 勤務局           | 2009年  | 備考 |
| -------- | ---------------- | ------- | --- |
| 松本和也 | 東京アナウンス室 | 10月3日 | プロ野球中継のヒーローインタビューに関連したお題の回答読み上げも兼任 現在はNHK放送文化研究所専任研究員を務める。 |

| 氏名     | 勤務局           | 出演日   | 備考                                                     |
| 氏名     | 勤務局           | 2008年   | 備考                                                     |
| -------- | ---------------- | -------- | -------------------------------------------------------- |
| 小田切千 | 東京アナウンス室 | 11月15日 | 小説『吾輩は猫である』に関連したお題の回答読み上げも兼任 |

| 氏名       | 勤務局 | 出演日  | 備考           |
| 氏名       | 勤務局 | 2012年  | 備考           |
| ---------- | ------ | ------- | -------------- |
| 安田真一郎 | 山口   | 5月12日 | 現在は和歌山局 |

| 氏名     | 勤務局           | 出演日  | 出演日  | 出演日 |              |
| 氏名     | 勤務局           | 2011年  | 2015年  | 2016年 |              |
| -------- | ---------------- | ------- | ------- | ------ | ------------ |
| 近田雄一 | 東京アナウンス室 | 5月14日 |         |        | 現在は大阪局 |
| 古賀一   | 横浜             |         | 4月25日 |        |              |

| 氏名   | 勤務局                 | 出演日                 | 出演日                    | 出演日 | 出演日 | 出演日                            | 出演日 | 出演日 | 出演日 | 出演日 | 出演日  | 備考                 |
| 氏名   | 勤務局                 | 2008年                 | 2009年                    | 2010年 | 2011年 | 2012年                            | 2013年 | 2014年 | 2015年 | 2016年 | 2017年  | 備考                 |
| ------ | ---------------------- | ---------------------- | ------------------------- | ------ | ------ | --------------------------------- | ------ | ------ | ------ | ------ | ------- | -------------------- |
| 塚原愛 | 東京アナウンス室 →松山 | 9月6日（2008年夏の陣） | 7月18日（2009年夏祭りSP） |        |        | 12月1日（全国ツアーin四国・松山） |        |        |        |        | 3月11日 | 2012年は転勤後の出演 |

| 氏名     | 勤務局           | 出演日 | 出演日 | 出演日                       | 出演日 | 出演日           | 出演日 | 備考                   |
| 氏名     | 勤務局           | 2011年 | 2012年 | 2013年                       | 2014年 | 2015年           | 2016年 | 備考                   |
| -------- | ---------------- | ------ | ------ | ---------------------------- | ------ | ---------------- | ------ | ---------------------- |
| 森山春香 | 東京アナウンス室 | 5月7日 |        |                              |        |                  |        | 現在は名古屋局         |
| 飯島徹郎 | 札幌             |        |        | 5月4日（全国ツアーin北海道） |        |                  |        | 現在は東京アナウンス室 |
| 三好正人 | 東京アナウンス室 |        |        |                              |        | 2月28日 11月14日 |        | 現在は盛岡局           |

| 氏名     | 勤務局           | 出演日  | 出演日 | 出演日                                              | 出演日                                              | 出演日                             | 出演日 | 出演日 | 出演日 | 出演日 | 備考                   |
| 氏名     | 勤務局           | 2008年  | 2009年 | 2010年                                              | 2011年                                              | 2012年                             | 2013年 | 2014年 | 2015年 | 2016年 | 備考                   |
| -------- | ---------------- | ------- | --- | --------------------------------------------------- | --------------------------------------------------- | ---------------------------------- | ------ | ------ | ------ | ------ | ---------------------- |
| 小林千恵 | 東京アナウンス室 | 11月1日 | 2月7日 3月7日（2008年度メジャーオオギリーガー入れ替え戦） 3月21日（2008年度メジャーオオギリーガー入れ替え戦） |                                                     |                                                     | 9月8日 9月15日（ミニミニ映像祭り） |        |        |        |        | 現在は京都局           |
| 礒野佑子 | 東京アナウンス室 |         | | 3月20日（2009年度メジャーオオギリーガー入れ替え戦） | 6月18日 7月9日（第3回レジェンド・オブ・レジェンド） |                                    |        |        |        |        | 現在は宇都宮局         |
| 大槻隆行 | 静岡             |         | |                                                     |                                                     | 11月10日                           |        |        |        |        | 現在は東京アナウンス室 |

| 氏名       | 勤務局           | 出演日  | 出演日 | 出演日  | 出演日                                               | 出演日  | 出演日 | 出演日                      | 出演日 | 出演日  | 備考                   |
| 氏名       | 勤務局           | 2008年  | 2009年 | 2010年  | 2011年                                               | 2012年  | 2013年 | 2014年                      | 2015年 | 2016年  | 備考                   |
| ---------- | ---------------- | ------- | ------ | ------- | ---------------------------------------------------- | ------- | ------ | --------------------------- | ------ | ------- | ---------------------- |
| 網秀一郎   | 福井             | 9月21日 |        |         |                                                      |         |        |                             |        |         | 現在は札幌局           |
| 橋本奈穂子 | 東京アナウンス室 |         |        | 7月24日 | 1月15日 1月22日（第2回レジェンド・オブ・レジェンド） |         |        |                             |        |         |                        |
| 古野晶子   | 東京アナウンス室 |         |        |         |                                                      |         |        |                             |        | 7月30日 |                        |
| 神田愛花   | 東京アナウンス室 |         |        |         | 5月21日                                              |         |        |                             |        |         | 2012年3月退職          |
| 川崎寛司   | 東京アナウンス室 |         |        |         |                                                      |         | 3月2日 |                             |        |         | 現在は福島局           |
| 佐藤克樹   | 広島             |         |        |         |                                                      | 5月19日 |        |                             |        |         | 現在は東京アナウンス室 |
| 青井実     | 東京アナウンス室 |         |        |         |                                                      |         |        | 2月1日                      |        |         |                        |
| 厚井大樹   | 千葉             |         |        |         |                                                      |         |        | 10月4日（全国ツアーin千葉） |        |         | 現在は広島局           |

| 氏名       | 勤務局                | 出演日  | 出演日 | 出演日 | 出演日  | 出演日                          | 出演日  | 出演日 | 出演日 | 出演日  | 出演日  | 出演日                      | 出演日 | 備考                                              |
| 氏名       | 勤務局                | 2006年  | 2007年 | 2008年 | 2009年  | 2010年                          | 2011年  | 2012年 | 2013年 | 2014年  | 2015年  | 2016年                      | 2017年 | 備考                                              |
| ---------- | --------------------- | ------- | ------ | ------ | ------- | ------------------------------- | ------- | ------ | ------ | ------- | ------- | --------------------------- | ------ | ------------------------------------------------- |
| 井上あさひ | 広島→東京アナウンス室 | 5月21日 |        |        |         | 4月3日 4月10日 12月4日 12月11日 |         |        |        |         |         |                             |        | 2010年は東京転勤後の出演 初任地は鳥取局。         |
| 鈴木奈穂子 | 松山                  | 4月30日 |        |        |         |                                 |         |        |        |         |         |                             |        | 現在は東京アナウンス室                            |
| 松村正代   | 盛岡                  | 7月17日 |        |        |         |                                 |         |        |        |         |         |                             |        | 後に東京アナウンス室                              |
| 守本奈実   | 福岡                  | 3月28日 |        |        |         |                                 |         |        |        |         |         |                             |        | 現在は東京アナウンス室                            |
| 小西政親   | 神戸                  |         |        |        | 5月16日 |                                 |         |        |        |         |         |                             |        | アナウンサー職は2008年から 現在は松山局所属       |
| 杉嶋亮作   | 徳島                  |         |        |        | 6月20日 |                                 |         |        |        |         |         |                             |        | 後に富山局                                        |
| 高橋篤史   | 釧路                  |         |        |        |         |                                 | 7月23日 |        |        |         |         |                             |        | 後に東京アナウンス室                              |
| 丹沢研二   | 佐賀→京都             |         |        |        |         |                                 |         |        |        | 4月12日 |         | 6月18日（全国ツアーin京都） |        | 2016年は転勤後の出演                              |
| 荒木美和   | 新潟→奈良             |         |        |        |         |                                 |         |        |        |         | 7月25日 |                             |        | 単発時代に出演経験あり 現在はラジオセンター制作職 |

| 氏名       | 勤務局                | 出演日   | 出演日           | 出演日  | 出演日 | 出演日 | 出演日  | 出演日  | 出演日  | 出演日 | 出演日                  | 出演日 | 出演日 | 備考                                        |
| 氏名       | 勤務局                | 2006年   | 2007年           | 2008年  | 2009年 | 2010年 | 2011年  | 2012年  | 2013年  | 2014年 | 2015年                  | 2016年 | 2017年 | 備考                                        |
| ---------- | --------------------- | -------- | ---------------- | ------- | ------ | ------ | ------- | ------- | ------- | ------ | ----------------------- | ------ | ------ | ------------------------------------------- |
| 久保田祐佳 | 静岡→東京アナウンス室 | 6月25日  |                  |         |        |        |         |         |         |        | 7月18日（10周年記念SP） |        |        | 2015年は転勤後の出演                        |
| 越塚優     | 宇都宮                |          |                  | 5月18日 |        |        | 6月11日 | 3月17日 |         |        |                         |        |        | 現在は金沢局                                |
| 中村愛     | 仙台                  | 11月27日 | 12月2日          | 5月4日  |        |        |         |         |         |        |                         |        |        | 2007年は転勤後の出演 2009年3月退職          |
| 中村慶子   | 徳島→東京アナウンス室 | 10月16日 | 5月13日 12月16日 |         |        |        |         | 7月21日 |         |        |                         |        |        | 2012年は転勤後の出演 大阪在勤時の出演はなし |
| 戸部眞輔   | 福井                  |          |                  |         |        |        |         | 1月21日 |         |        |                         |        |        | 現在は福岡局                                |
| 佐藤俊吉   | 新潟                  |          |                  |         |        |        |         | 2月11日 |         |        |                         |        |        |                                             |
| 田中逸人   | 鳥取                  |          |                  |         |        |        |         |         | 6月22日 |        |                         |        |        | 現在は名古屋局                              |

| 氏名       | 勤務局                     | 出演日   | 出演日                   | 出演日                                                            | 出演日                    | 出演日 | 出演日                 | 出演日 | 出演日  | 出演日  | 出演日  | 出演日 | 出演日 | 備考                                                      |
| 氏名       | 勤務局                     | 2006年   | 2007年                   | 2008年                                                            | 2009年                    | 2010年 | 2011年                 | 2012年 | 2013年  | 2014年  | 2015年  | 2016年 | 2017年 | 備考                                                      |
| ---------- | -------------------------- | -------- | ------------------------ | ----------------------------------------------------------------- | ------------------------- | ------ | ---------------------- | ------ | ------- | ------- | ------- | ------ | ------ | --------------------------------------------------------- |
| 出田奈々   | 山口                       | 12月25日 | 4月22日 11月4日          | 1月20日（やりすぎコージー（テレビ東京）とのコラボレーション企画） |                           |        |                        |        |         |         |         |        |        | 後に 東京アナウンス室                                     |
| 小林陽広   | 福島                       |          |                          | 4月20日 9月6日（2008年夏の陣）                                    |                           |        |                        |        |         |         |         |        |        | 後に 高松局                                               |
| 杉浦友紀   | 福井                       |          | 1月28日 6月17日 10月21日 |                                                                   | 1月1日（2009お正月SP）    |        |                        |        |         |         |         |        |        | 後に 東京アナウンス室 名古屋在勤時の出演は無し            |
| 高橋さとみ | 長野                       | 8月14日  | 2月25日 9月23日（秋SP）  |                                                                   |                           |        |                        |        |         |         |         |        |        | 後に 東京アナウンス室                                     |
| 利根川真也 | 盛岡                       |          |                          | 8月2日                                                            |                           |        |                        |        |         |         |         |        |        | 後に 佐賀局                                               |
| 中野淳     | 沖縄                       |          |                          | 7月20日                                                           | 7月18日（2009年夏祭りSP） |        |                        |        |         |         |         |        |        | 後に 東京アナウンス室                                     |
| 和田光太郎 | 青森                       |          |                          | 3月1日（2007年度メジャーオオギリーガー入れ替え戦）                |                           |        |                        |        |         |         |         |        |        | 後に 神戸局                                               |
| 渡邊佐和子 | 熊本→福岡→東京アナウンス室 | 9月18日  | 4月1日                   |                                                                   | 1月17日                   |        | 1月1日（2011お正月SP） |        |         |         | 5月16日 |        |        | 2011年は福岡在勤時、2015年は東京転勤後の出演 現在は大阪局 |
| 瀬田宙大   | 静岡→東京アナウンス室      |          |                          |                                                                   |                           |        |                        |        | 5月18日 | 11月1日 |         |        |        | 2014年は転勤後の出演 現在は札幌局                         |

| 氏名       | 勤務局      | 出演日          | 出演日                               | 出演日                        | 出演日                                                                                   | 出演日 | 出演日 | 出演日  | 出演日 | 出演日 | 出演日 | 出演日 | 備考                                                                    |
| 氏名       | 勤務局      | 2007年          | 2008年                               | 2009年                        | 2010年                                                                                   | 2011年 | 2012年 | 2013年  | 2014年 | 2015年 | 2016年 | 2017年 | 備考                                                                    |
| ---------- | ----------- | --------------- | ------------------------------------ | ----------------------------- | ---------------------------------------------------------------------------------------- | ------ | ------ | ------- | ------ | ------ | ------ | ------ | ----------------------------------------------------------------------- |
| 上條倫子   | 高松        | 9月2日 11月18日 | 1月1日（2008お正月SP） 6月8日        |                               | 1月1日（2010お正月SP）                                                                   |        |        |         |        |        |        |        | 現在は東京アナウンス室                                                  |
| 清水敬亮   | 宮崎→釧路   |                 | 2月17日                              |                               |                                                                                          |        |        | 4月13日 |        |        |        |        | 2013年は転勤後の出演 現在は岡山局                                       |
| 藤井まどか | 鹿児島→大阪 | 10月7日         | 1月1日（2008お正月SP） 2月3日 4月6日 | 1月1日（2009お正月SP） 5月2日 |                                                                                          |        |        | 9月14日 |        |        |        |        | 2012年7月に休職から復帰 2013年は転勤後の出演 現在はラジオセンター制作職 |
| 森花子     | 甲府→水戸   | 8月5日          | 1月1日（2008お正月SP） 3月16日       |                               | 9月18日 （アイドリング!!!（フジテレビONEスポーツ・バラエティ）とのコラボレーション企画） |        |        |         |        |        |        |        | 2010年は転勤後の出演                                                    |

| 氏名       | 勤務局                     | 出演日   | 出演日                                                                     | 出演日                 | 出演日                                             | 出演日                     | 出演日   | 出演日 | 出演日                                                    | 出演日 | 出演日                        | 備考                                                               |
| 氏名       | 勤務局                     | 2008年   | 2009年                                                                     | 2010年                 | 2011年                                             | 2012年                     | 2013年   | 2014年 | 2015年                                                    | 2016年 | 2017年                        | 備考                                                               |
| ---------- | -------------------------- | -------- | -------------------------------------------------------------------------- | ---------------------- | -------------------------------------------------- | -------------------------- | -------- | ------ | --------------------------------------------------------- | ------ | ----------------------------- | ------------------------------------------------------------------ |
| 片山千恵子 | 金沢→東京アナウンス室      | 10月4日  | 1月1日（2009お正月SP） 8月1日 9月5日 （第1回レジェンド・オブ・レジェンド） |                        |                                                    |                            |          | 8月2日 | 5月9日                                                    |        |                               | 2014年以降は転勤後の出演                                           |
| 狩野史長   | 青森                       | 10月18日 |                                                                            |                        |                                                    |                            |          |        |                                                           |        |                               | 後に鳥取局                                                         |
| 三輪秀香   | 長崎→福岡→東京アナウンス室 | 12月6日  | 12月5日 12月19日                                                           |                        | 1月1日（2011お正月SP）                             | 5月5日（全国ツアーin福岡） | 12月21日 |        | 4月18日（連続テレビ小説『まれ』とのコラボレーション企画） |        | 1月1日（2017お正月SP） 3月4日 | 2012年は福岡在勤時、 2013年以降は東京転勤後に出演。 現在は名古屋局 |
| 寺門亜衣子 | 山形                       |          | 2月21日 6月6日                                                             | 1月1日（2010お正月SP） |                                                    |                            |          |        |                                                           |        |                               | 後に東京アナウンス室                                               |
| 二宮直輝   | 徳島                       |          | 4月4日                                                                     |                        |                                                    |                            |          |        |                                                           |        |                               | 現在は大阪局                                                       |
| 早坂隆信   | 佐賀                       |          | 4月18日                                                                    |                        |                                                    |                            |          |        |                                                           |        |                               | 現在は静岡局                                                       |
| 魚住優     | 岡山                       |          |                                                                            |                        | 11月19日（ニコニコ生放送とのコラボレーション企画） |                            |          |        |                                                           |        |                               | 現在は東京アナウンス室                                             |

| 氏名       | 勤務局                     | 出演日   | 出演日                                 | 出演日                 | 出演日                 | 出演日                          | 出演日  | 出演日                       | 出演日 | 出演日 | 備考                                         |
| 氏名       | 勤務局                     | 2009年   | 2010年                                 | 2011年                 | 2012年                 | 2013年                          | 2014年  | 2015年                       | 2016年 | 2017年 | 備考                                         |
| ---------- | -------------------------- | -------- | -------------------------------------- | ---------------------- | ---------------------- | ------------------------------- | ------- | ---------------------------- | ------ | ------ | -------------------------------------------- |
| 佐々木彩   | 徳島                       | 9月19日  | 1月1日（2010お正月SP） 6月19日 7月10日 | 8月27日                | 1月1日（2012お正月SP） |                                 |         |                              |        |        | 現在は名古屋局                               |
| 廣瀬雄大   | 高松                       | 10月17日 |                                        |                        |                        |                                 |         |                              |        |        | 現在は甲府局                                 |
| 牛田茉友   | 山口→東京アナウンス室      | 11月7日  | 5月1日 5月8日                          |                        |                        |                                 |         | 4月4日                       |        |        | 2015年は転勤後の出演 京都在勤時の出演はなし  |
| 深澤健太   | 大分                       | 11月21日 |                                        |                        | 4月14日                |                                 |         |                              |        |        | 現在は山形局                                 |
| 酒匂飛翔   | 盛岡                       |          | 1月16日                                |                        |                        |                                 |         |                              |        |        | 後に東京アナウンス室                         |
| 合原明子   | 福島→仙台→東京アナウンス室 |          | 2月6日 11月6日 11月13日                | 1月1日（2011お正月SP） |                        | 6月1日                          | 7月19日 |                              |        |        | 2013年は仙台在勤時、2014年は東京転勤後の出演 |
| 勝呂恭佑   | 福井                       |          | 2月20日                                | 10月8日                |                        | 6月15日（全世界投稿者獲得企画） |         |                              |        |        | 現在は仙台局                                 |
| 深川仁志   | 富山                       |          | 3月6日                                 | 11月5日                |                        |                                 |         |                              |        |        | 現在は広島局                                 |
| 角谷直也   | 宮崎                       |          | 4月17日 9月4日 9月11日                 |                        |                        |                                 |         |                              |        |        | 現在は福井局                                 |
| 鈴木遥     | 高知→大分                  |          | 5月15日                                |                        | 9月22日                |                                 | 6月14日 |                              |        |        | 2014年は転勤後の出演                         |
| 池田伸子   | 熊本→名古屋                |          | 6月12日                                |                        |                        |                                 | 9月6日  |                              |        |        | 2014年は転勤後の出演 現在は東京アナウンス室  |
| 伊藤海彦   | 山形                       |          | 7月17日                                |                        |                        |                                 |         |                              |        |        | 現在は東京アナウンス室                       |
| 佐藤誠太   | 静岡                       |          | 8月7日                                 |                        | 7月14日                |                                 |         |                              |        |        | 現在は東京アナウンス室                       |
| 八田知大   | 長崎→津                    |          | 10月23日                               | 12月3日                |                        |                                 |         | 8月1日（全国ツアーin四日市） |        |        | 2015年は転勤後の出演 現在は広島局            |
| 小正裕佳子 | 新潟                       |          |                                        | 10月1日                |                        |                                 |         |                              |        |        | 2012年7月退職                                |

| 氏名     | 勤務局    | 出演日           | 出演日         | 出演日                 | 出演日                 | 出演日                                             | 出演日                      | 出演日 | 出演日 | 備考                                                                    |
| 氏名     | 勤務局    | 2010年           | 2011年         | 2012年                 | 2013年                 | 2014年                                             | 2015年                      | 2016年 | 2017年 | 備考                                                                    |
| -------- | --------- | ---------------- | -------------- | ---------------------- | ---------------------- | -------------------------------------------------- | --------------------------- | ------ | ------ | ----------------------------------------------------------------------- |
| 桑子真帆 | 長野      | 10月9日 10月16日 |                | 6月9日 11月3日         | 1月1日（2013お正月SP） |                                                    |                             |        |        | 後に東京アナウンス室 広島在勤時の出演はなし                             |
| 大橋拓   | 福井      | 11月20日         |                | 6月2日                 |                        |                                                    |                             |        |        | 現在は東京アナウンス室                                                  |
| 松田雄偉 | 青森      | 12月18日         |                |                        |                        |                                                    |                             |        |        |                                                                         |
| 三平泰丈 | 佐賀→富山 |                  | 2月5日 2月12日 |                        |                        |                                                    | 10月10日                    |        |        | 2015年は転勤後の出演。現在は広島局                                      |
| 岡崎太希 | 福島→宮崎 |                  | 2月19日        |                        |                        | 6月21日                                            |                             |        |        | 2014年は転勤後の出演 現在は広島局                                       |
| 田中泉   | 富山→大阪 |                  | 3月5日         | 1月1日（2012お正月SP） |                        | 3月8日（2013年度メジャーオオギリーガー入れ替え戦） |                             |        |        | 2014年は転勤後の出演 2019年NHKを退職                                    |
| 酒井良彦 | 秋田      |                  | 7月16日        |                        |                        |                                                    |                             |        |        | 現在は福岡局                                                            |
| 中沢圭吾 | 甲府      |                  | 8月13日        |                        | 7月13日                |                                                    |                             |        |        | 現在は札幌局                                                            |
| 大成安代 | 京都→仙台 |                  | 11月12日       |                        |                        | 9月20日                                            | 2月15日（全国ツアーin宮城） |        |        | 2014年は旧姓へ変更と転勤後の出演 山口在勤時の出演はなし 2018年NHKを退職 |
| 高木優吾 | 鹿児島    |                  |                | 6月16日                |                        |                                                    |                             |        |        | 現在は仙台局                                                            |
| 西阪太志 | 岐阜      |                  |                |                        | 8月3日                 |                                                    |                             |        |        | 現在は釧路局                                                            |
| 宮﨑慶太 | 高松      |                  |                |                        | 9月21日                |                                                    |                             |        |        | 現在は秋田局                                                            |

| 氏名         | 勤務局                     | 出演日   | 出演日                  | 出演日                 | 出演日                                      | 出演日 | 出演日                              | 出演日 | 備考                                                          |
| 氏名         | 勤務局                     | 2011年   | 2012年                  | 2013年                 | 2014年                                      | 2015年 | 2016年                              | 2017年 | 備考                                                          |
| ------------ | -------------------------- | -------- | ----------------------- | ---------------------- | ------------------------------------------- | ------ | ----------------------------------- | ------ | ------------------------------------------------------------- |
| 今井翔馬     | 松江                       | 9月3日   | 2月4日                  |                        | 7月12日                                     |        |                                     |        | 現在は東京アナウンス室                                        |
| 森田哲意     | 徳島                       | 9月10日  |                         | 6月8日                 |                                             |        |                                     |        | 現在は福岡局                                                  |
| 和久田麻由子 | 岡山                       | 12月10日 | 1月1日（2012お正月SP）  | 1月1日（2013お正月SP） |                                             |        |                                     |        | 現在は東京アナウンス室                                        |
| 高山大吾     | 大分                       | 12月17日 |                         |                        |                                             |        |                                     |        | 現在は札幌局                                                  |
| 金子峻       | 宮崎                       |          | 1月14日 10月20日        |                        |                                             |        |                                     |        | 現在は山形局                                                  |
| 漆原輝       | 盛岡                       |          | 2月18日                 |                        |                                             |        |                                     |        | 現在は東京アナウンス室                                        |
| 雨宮萌果     | 沖縄→福岡→東京アナウンス室 |          | 3月3日 3月24日 10月13日 | 1月1日（2013お正月SP） | 1月11日 6月7日（全世界投稿者獲得企画第3弾） |        | 1月9日（全国ツアーin福岡2） 7月23日 |        | 2014年は福岡在勤時、2016年は東京転勤後の出演。2019年NHKを退職 |
| 神戸和貴     | 金沢                       |          | 4月7日                  |                        |                                             |        |                                     |        | 現在は名古屋局                                                |
| 田村直之     | 鳥取                       |          | 4月21日                 |                        |                                             |        |                                     |        | 2021年NHKを退職                                               |
| 山口寛明     | 長崎                       |          | 9月1日                  |                        |                                             |        |                                     |        | 現在は国際放送局                                              |

| 氏名       | 勤務局 | 出演日  | 出演日                                                | 出演日  | 出演日  | 出演日                                              | 出演日 | 備考                        |
| 氏名       | 勤務局 | 2012年  | 2013年                                                | 2014年  | 2015年  | 2016年                                              | 2017年 | 備考                        |
| ---------- | ------ | ------- | ----------------------------------------------------- | ------- | ------- | --------------------------------------------------- | ------ | --------------------------- |
| 渡辺健太   | 秋田   | 10月6日 |                                                       |         |         |                                                     |        | 現在は東京アナウンス室      |
| 松苗竜太郎 | 山口   | 12月8日 |                                                       | 5月17日 |         | 9月24日                                             |        | 2021年NHKを退職             |
| 武本大樹   | 甲府   |         | 1月12日                                               | 5月10日 | 5月23日 |                                                     |        | 現在は広島局                |
| 近江友里恵 | 熊本   |         | 1月19日                                               |         |         |                                                     |        | 2021年NHKを退職             |
| 黒住駿     | 佐賀   |         | 2月2日                                                |         |         |                                                     |        | 現在は仙台局                |
| 鈴木崇広   | 福井   |         | 2月9日                                                | 5月3日  | 12月5日 |                                                     |        | 2016年NHKを退職             |
| 南波雅俊   | 岡山   |         | 2月16日                                               |         |         | 3月12日（2015年度メジャーオオギリーガー入れ替え戦） |        | 現在はTBSテレビアナウンサー |
| 花田宗佑   | 大分   |         | 3月9日（2012年度メジャーオオギリーガー入れ替え戦）    |         |         |                                                     |        | 2017年NHKを退職             |
| 千葉美乃梨 | 山形   |         | 3月16日（第4回レジェンド・オブ・レジェンド） 11月30日 |         |         |                                                     |        | 現在は仙台局                |
| 中村信博   | 高知   |         | 4月6日                                                | 3月1日  |         |                                                     |        | 現在は松山局                |
| 池間昌人   | 新潟   |         | 4月20日                                               |         |         |                                                     |        | 現在は沖縄局                |
| 木花牧雄   | 青森   |         | 5月11日                                               |         |         |                                                     |        | 現在は長崎局                |

| 氏名       | 勤務局    | 出演日                                | 出演日                                               | 出演日          | 出演日 | 出演日  | 備考                                        |
| 氏名       | 勤務局    | 2013年                                | 2014年                                               | 2015年          | 2016年 | 2017年  | 備考                                        |
| ---------- | --------- | ------------------------------------- | ---------------------------------------------------- | --------------- | ------ | ------- | ------------------------------------------- |
| 石井隆広   | 福井      | 10月5日                               | 1月1日（2014お正月SP）                               | 6月6日          |        |         | 現在は東京アナウンス室                      |
| 澤田彩香   | 沖縄      | 10月12日                              | 4月5日（全国ツアーin沖縄）                           |                 |        |         | 現在は東京アナウンス室                      |
| 大川悠介   | 鹿児島    | 10月19日（全世界投稿者獲得企画第2弾） | 4月19日                                              | 6月13日         |        |         | 現在は大阪局                                |
| 西川典孝   | 富山      | 11月2日                               |                                                      |                 |        |         | 現在は長野局                                |
| 大河内惇   | 金沢      | 11月16日                              | 5月31日                                              |                 |        |         | 現在は札幌局                                |
| 北嶋右京   | 熊本      | 12月7日                               |                                                      |                 |        |         | 現在は大阪局                                |
| 手嶌真吾   | 長崎      | 12月14日                              |                                                      |                 |        |         | 現在は仙台局                                |
| 上原光紀   | 新潟→広島 |                                       | 1月1日（2014お正月SP）                               | 9月5日          |        | 2月18日 | 2015年は転勤後の出演 現在は東京アナウンス室 |
| 保里小百合 | 高松      |                                       | 1月1日（2014お正月SP）                               | 1月10日 8月22日 |        |         | 現在は東京アナウンス室                      |
| 赤木野々花 | 徳島      |                                       | 1月18日                                              |                 |        |         | 現在は東京アナウンス室                      |
| 井田香菜子 | 長野      |                                       | 3月15日（第5回レジェンド・オブ・レジェンド） 9月13日 |                 |        |         | 現在は大阪局                                |
| 平崎貴昭   | 宮崎      |                                       |                                                      | 11月7日         |        |         | 現在は山口局                                |

| 氏名     | 勤務局 | 出演日   | 出演日                                                              | 出演日                 | 出演日  | 備考                   |
| 氏名     | 勤務局 | 2014年   | 2015年                                                              | 2016年                 | 2017年  | 備考                   |
| -------- | ------ | -------- | ------------------------------------------------------------------- | ---------------------- | ------- | ---------------------- |
| 中道洋司 | 沖縄   | 10月11日 | 1月1日（2015お正月SP）                                              | 5月7日                 |         | 現在は東京アナウンス室 |
| 星麻琴   | 岡山   | 10月18日 |                                                                     | 1月1日（2016お正月SP） |         | 現在は東京アナウンス室 |
| 浅井理   | 鳥取   | 11月8日  |                                                                     |                        |         | 現在は東京アナウンス室 |
| 志賀隼哉 | 徳島   | 11月15日 |                                                                     | 5月14日                |         | 現在は広島局           |
| 林田理沙 | 長崎   | 12月6日  |                                                                     |                        |         | 現在は東京アナウンス室 |
| 大谷昌弘 | 盛岡   | 12月20日 |                                                                     | 5月21日                |         | 現在は秋田局           |
| 石橋亜紗 | 熊本   |          | 1月1日（2015お正月SP） 3月14日（第6回レジェンド・オブ・レジェンド） |                        | 2月11日 | 現在は大阪局           |
| 藤重博貴 | 秋田   |          | 2月7日                                                              | 4月30日                |         | 現在は北九州局         |
| 五十嵐椋 | 山形   |          | 2月14日                                                             |                        |         | 現在は福井局           |
| 中山果奈 | 松江   |          | 3月7日（2014年度メジャーオオギリーガー入れ替え戦） 9月19日          |                        |         | 現在は東京アナウンス室 |
| 佐竹祐人 | 静岡   |          | 6月20日                                                             | 11月12日               |         | 現在は京都局           |
| 安藤佳祐 | 山口   |          | 9月12日                                                             | 7月16日                |         | 現在は徳島局           |

| 氏名       | 勤務局 | 出演日             | 出演日                                             | 出演日 | 備考                   |
| 氏名       | 勤務局 | 2015年             | 2016年                                             | 2017年 | 備考                   |
| ---------- | ------ | ------------------ | -------------------------------------------------- | ------ | ---------------------- |
| 森下絵理香 | 福井   | 10月3日            |                                                    |        | 現在は東京アナウンス室 |
| 見浪哲史   | 佐賀   | 10月17日           |                                                    |        | 現在は福岡局           |
| 副島萌生   | 大分   | 10月31日           | 9月10日                                            |        | 現在は東京アナウンス室 |
| 庭木櫻子   | 徳島   | 11月23日（特別編） | 11月5日                                            |        | 現在は東京アナウンス室 |
| 石井智也   | 新潟   | 12月12日           |                                                    |        | 現在は富山局           |
| 小山凌     | 鹿児島 |                    | 1月16日（らじらー!サタデーとのコラボ） 9月3日      |        | 現在は札幌局           |
| 橋詰彩季   | 山形   |                    | 2月13日 6月11日                                    |        | 2021年NHKを退職        |
| 都倉悠太   | 青森   |                    | 2月20日                                            |        | 現在は鹿児島局         |
| 五味哲太   | 鳥取   |                    | 3月5日（2015年度メジャーオオギリーガー入れ替え戦） |        | 現在は高松局           |
| 小林将純   | 松江   |                    | 3月19日（第7回レジェンドオブレジェンド） 9月17日   |        | 現在は佐賀局           |
| 茂沢虎彦   | 高松   |                    | 4月9日                                             |        |                        |

| 氏名       | 勤務局 | 出演日                                | 出演日                                               | 備考                   |
| 氏名       | 勤務局 | 2016年                                | 2017年                                               | 備考                   |
| ---------- | ------ | ------------------------------------- | ---------------------------------------------------- | ---------------------- |
| 押尾駿吾   | 鹿児島 | 10月1日（オオギリーガーVS吉本選抜軍） |                                                      | 現在は和歌山局         |
| 佐々木芳史 | 福井   | 10月15日                              |                                                      | 現在は盛岡局           |
| 川﨑理加   | 高松   | 10月22日                              |                                                      | 現在は東京アナウンス室 |
| 法性亮太   | 金沢   | 11月19日                              |                                                      | 現在は熊本局           |
| 佐藤あゆみ | 沖縄   | 12月3日                               |                                                      | 現在は静岡局           |
| 高栁秀平   | 熊本   | 12月10日                              |                                                      | 現在は静岡局           |
| 浅野里香   | 松江   | 12月17日                              | 1月7日（特別編）                                     | 現在は東京アナウンス室 |
| 小野文明   | 高知   |                                       | 1月14日（ルーキーオオギリーガーVSAI・2問増量拡大版） | 現在は松山局           |

### アナウンサーメモ
毎月放送移行後は、その回に投稿受付センターを担当するアナウンサーの名前を覚えてもらおうという目的でアナウンサーのキャラクターや逸話などを紹介した「アナウンサーメモ」なるものが今田に渡されるようになった。このメモを基に、司会者陣がアナウンサーにツッコミを入れるのが恒例となっていた。当初、このメモの記載内容は本当に「メモ」程度であったが放送が重なるにつれてどんどん内容が増え「メモ」ではなく「リポート」になっていった。このメモを作成しているのはアナウンサー本人ではなく、別のNHK職員である。最初のメモ担当者は定期異動で広島放送局へ転勤している。そのことも番組で発表され、笑いを誘っていた。2013年6月からアナウンサーメモはなくなり、約2カ月後に復活したが、2015年ごろに廃止された。

## 沿革
- 2007年5月6日、NHK放送センターで行われたイベント「渋谷DEどーも'07」の中で板尾と千原が出演してのトークショーが開かれ、3人のメジャー・オオギリーガーがゲスト出演した。司会は新潟放送局の荒木美和（単発番組時代に出演経験あり）が起用されホームページへの投稿と来場者、メジャー・オオギリーガーが投函した作品による大喜利作品発表があった。
- 2008年6月21日の放送はプロ野球交流戦「巨人VSソフトバンク」中継が1時間10分延長となり、放送枠が確保できなくなったため番組史上初めて休止となった。
- 2008年9月6日の放送は番組史上初の録画放送『ケータイ大喜利 夏の陣』（16:00放送開始）となった。五輪中継優先となる北京オリンピック期間中の8月16日にNHKのイベント「NHK WONDER STREET」の一環として収録された。ゲストはおらず、担当アナウンサーは塚原愛と小林陽広を起用した。会場でも収録前に投稿を受け付け、それを含むルーキーはアンテナを獲得すると昇格できるがメジャーはオブザーバー参加であり、アンテナ3本でも昇格できなかった。なお、当日深夜は2008年4〜7月の総集編『20分で振り返るケータイ大喜利』が放送された。
- 2008年12月27日放送分は放送枠が15分しか取れなかったため録画となり、前の回の放送終了後に回答を受け付けた。お題は『NHK紅白歌合戦』に関する1本のみだった。
- 2009年6月20日 25:40〜26:15には放送終了後にスピンオフ番組『千原ジュニアの40歳まであと何分?』が生放送された。以前にワンセグ2で放送されたもので千原がオオギリーガーの出題に答えるなど、1人でさまざまな課題に取り組むVTRが放送された。これに続けて前年の『ケータイ大喜利 夏の陣』が再放送された。
- 2009年7月18日は『ケータイ大喜利 夏祭りスペシャル』（録画）が放送された（2009年12月19日深夜に再放送）。
- 2009年12月19日は録画放送で12月5日の生放送終了直後に収録が行われ、前回の放送後に回答を受け付けた『NHK紅白歌合戦』に関するお題と過去の『お正月スペシャル』の名場面が放送された。
- 2011年1月15日の放送で放送100回を迎え、15日と22日の2週にわたって100回記念スペシャルが放送された。22日の放送では「レジェンド オブ レジェンド」が行われた。
- 2011年3月12日・19日・4月2日・9日・16日の放送は東北地方太平洋沖地震（東日本大震災）に伴う特別編成により休止。これに伴い、番組メールマガジンも休止となった（4月30日から再開）。その後、5月7日（5月8日未明に入ってすぐ）の放送から約2カ月ぶりに再開することが公式サイトから発表。第1・第2・第3土曜日が全て生放送となる。また、一部ルールの改正が行われ、スマートフォン及びディズニー・モバイルからも参加が可能となる。なお、3月に予定していたメジャー入れ替え戦は「当面実施しない」と発表した。なお、2012年は、番組が過去の投稿率、投稿採用度、番組の貢献度を加味して、レジェンドを含め115名がメジャー残留となることを番組公式サイトで発表した。
- 2011年8月13日の放送で、板尾がロカルノ国際映画祭に出席[注 30] したため、東京のスタジオの生放送に出演できず、滞在先のホテルからウェブカメラによる中継で回答の判定をした。通信トラブルによるリアルタイムでの判定が困難になったことを考慮し、事前に板尾が木村祐一を審査委員長代理に指名した[注 31] が、本番中はトラブルもなく、無事全ての回答の判定と、最優秀作品賞の選定を行った。
- 2012年12月16日の放送は、翌17日が衆議院選挙[注 32] の開票速報の特別番組編成で、2013年7月20日の放送では、翌21日が参議院選挙[注 33] の開票速報の特別番組編成で、2014年12月13日の放送では、翌14日が衆議院選挙[注 34] の開票速報の特別番組の編成に伴い、2015年4月11日の放送は、翌12日が統一地方選挙前半選挙開票速報の特別番組編成に伴い投稿受付センターに自局のアナウンサーを起用することができず、モデルの垣内彩未もしくはにわみきほが代役で出演した。
- 2013年2月2日の放送は北海道十勝地方中部を震源とする地震関連のニュースのため、北海道を除く本州〜沖縄地区及び海外で24:10〜24:54まで生放送されたが、北海道地区のみ地震関連のニュースを緊急編成したため2月6日 26:10〜26:54まで録画放送（疑似生放送）された。録画放送（疑似生放送）中に誤って投稿しないよう札幌局側で「この番組は北海道以外で2月3日に放送したものです。投稿の受付は終了しました」といった断りの字幕スーパーを番組終了近くまで常時画面上に表示して対応した（他地域ではこの時間、映像散歩を放送。北海道地方は本番組終了後の2:54に飛び乗り）。
- 2013年4月6日の放送は爆弾低気圧関連のニュースのため、24:10〜24:54まで生放送された。
- 2013年7月20日の放送は参議院選挙関連番組を編成したため、24:15〜24:54まで生放送された[14]。
- 2012年4月7日の放送では放送事故が発生。「本日の最優秀作品」を紹介する前に番組が終了してしまった。翌週の番組冒頭で今田がおわびをし、紹介できなかった「本日の最優秀作品」は公式サイト上で発表されるとともに、翌週の放送で板尾審査委員長が改めて発表した[15]。また、NHKオンデマンドでは、エンディングまで入るよう編集し直したものが配信され、2012年4月18日に総合テレビで26:30〜27:14にオンデマンド同様に再編集したものが再放送された。
- 2013年4月28日の札幌での公開録画（放送は同年5月4日）の時、番組の生放送の終了後、レギュラー出演者の3名（今田、板尾、千原）によって行われる反省会もステージの上で公開で行われた。なお、それを抜粋して文字に起こしたものがNHKの公式サイトで公開されている。
- 2013年9月7日の放送は夏季五輪開催地決定関連ニュースを緊急編成したため休止した[注 35]。
- 2014年1月18日の放送は、生放送前に千原ジュニアがインフルエンザにかかってしまい、レギュラー出演で初めて番組を欠席した。この日の回答読み上げは、又吉直樹（ピース）が代理を務めた[注 36]。
- 2014年3月8日の放送は東日本大震災関連のNHKスペシャルを編成したため、24:15〜24:55まで生放送された。
- 2014年3月25日の衆議院総務委員会で、日本維新の会（当時）衆議院議員の中田宏が、NHKの番組が低俗になっていると質問し、当番組などの名前を挙げて、放送すべきでないととられる発言をした。これに対し今田が4月12日の番組オープニングで「NHKはバラエティやめろなんて言わないでください」と発言した。
- 2014年4月12日の放送は集団的自衛権関連のNHKスペシャルを編成したため、24:15〜24:55まで生放送された。
- 2014年7月19日の放送は日本の将来像関連のNHKスペシャルを編成したため、24:20〜24:55まで生放送され、番組の途中で岡山県倉敷市小5女児誘拐監禁事件関連の臨時ニュースが15分間にわたり中断した。臨時ニュース挿入に伴い第2問のルーキーオオギリーグは8月2日に繰り越しとなり、2問出題に変更された。
- 2014年8月2日の放送は台風12号による大雨（後に平成26年8月豪雨として制定）関連のニュースのため、24:08〜24:52まで生放送された。
- 2014年10月11日の放送は台風19号関連のニュースのため、24:10〜24:54まで生放送された。
- 2014年11月22日の放送は長野県神城断層地震関連のニュースを緊急編成したため休止し、第2問のルーキーオオギリーグと第3問の声のお題は12月6日に、第1問の架空の週刊マンガ誌『週刊少年ヨンデー』連載漫画に関するお題は12月13日に繰り越しとなった。放送があった場合のゲストは菊地亜美が予定されていた。
- 2015年1月24日の放送はISILによる日本人拘束事件関連のニュースを緊急編成したため休止し、『着信御礼!ケータイ大喜利全国ツアーin宮城』の模様は2月15日 16:45〜17:30（広島県を除く北海道〜四国地区。広島県は『プロフェッショナル 仕事の流儀』の再放送を放送するため同日16:55〜17:35、九州・沖縄地区は『軍師官兵衛総集編（後編）』の再放送を放送するため2月22日 24:55〜25:35（23日 0:55〜1:35）に放送）に放送した。
- レギュラー化前は事前にホームページ上の予選で選ばれた投稿者をメジャーオオギリーガーと称し、メジャーの作品を優先的に紹介するシステムだった。また千原は回答を選ぶのではなく、自分も答えを考えて随時発表する役割だった。この名残で、現在でも「千原ジュニアプロ」と呼ばれている。
- 2015年4月5日の放送は今田が他局の前番組『オールスター感謝祭』の司会から引き続き、生放送のため、TBSからNHKに移動するために、少し遅れながらも到着し進行した。この放送以前の2011年秋オールスター感謝祭から2014年秋の日まで同日のケータイ大喜利の収録はなく、2015年4月以降は感謝祭放送日の同時期に大喜利の収録が行われるようになった。
- 2015年6月に番組開始10周年を記念してNHKホールで大々的な記念イベントを実施した（観覧応募資格はNHKネットクラブのプレミアム会員限定でNHKネットクラブの一般会員は原則応募不可）[注 37]。
- 2016年1月16日の放送で『らじらー! サタデー』（ラジオ第1）とのコラボで『らじらー! サタデー』22時台に千原ジュニアが出演し、着信御礼!ケータイ大喜利に『らじらー! サタデー』のシゲゴリがゲストで出演することが決定し、放送メディアをまたぐ形でのコラボ放送が実現した。
- 2016年4月9日の放送で当日の後座番組である『おやすみ日本 眠いいね!』とのコラボレーションで『おやすみ日本 眠いいね!』のスタジオをつなぎ宮藤官九郎がケータイ大喜利にチャレンジし、生番組同士でのコラボレーションが実現した。
- 2016年4月16日の放送は平成28年熊本地震のため休止し、全問4月30日に繰り越しとなった。
- 2016年5月21日の放送は『トゥーロン国際サッカー大会』の中継のため65分早いスタートとなった。通常回では初めての日付が変わる前の放送になった。
- 2016年7月30日の放送は20分拡大し23:40スタートとなった[注 38]。日付が変わる前は通常のお題ではなく、ゲストの黒沢かずこのお悩み相談という企画になった（回答に対し判定や昇格もある）。この部分で裏番組との裏かぶりが発生した。
- 2016年9月17日の放送は、千原ジュニアがアメリカでの仕事のため2度目の番組欠席。この日の回答読み上げは、堀内健（ネプチューン）が代理を務めた。
- 2016年11月5日の放送はATPテニスマスターズ1000中継のため15分早いスタートとなった[注 38]。
- 2017年1月7日は収録放送で生放送で出来ない企画に挑戦した。
- 2017年1月14日の放送は2問増量の45分拡大し、23:25スタートとなった[注 38]。
- 2017年4月8日には、17:15〜18:00に『着信御礼!ケータイ大喜利全国ツアーin広島』を放送し、そして6時間5分後、同日深夜（9日未明）放送の第300回（最終回）を以て、約12年・300回にわたる放送の歴史に幕を下ろした。本番組が放送されていた日曜0時台（土曜深夜）は『歴史秘話ヒストリア』の再放送枠に充てられた（『今夜も生でさだまさし』の放送は継続）。
- 2019年3月30日には、BSプレミアムにて21:00 - 23:00に一夜限りの復活放送が行われた。収録放送のため、投稿も事前に受け付ける形となったほか、初の試みとしてTwitterでの投稿募集が行われた[16]。なお、「以前の『段位』はすべて消去してしまった」ため、段位の紹介・昇格は行われなかった[17] が、元レジェンドや特筆すべき投稿者からの投稿についてはその旨の説明があった。
- 2019年8月31日 22:00 - 23:00にBSプレミアムで2回目の復活放送が生放送され、ゲストに蛭子能収が登場した。
- 2019年9月22日に月一放送第2回が放送。
- 2019年10月26日 21:00 - 22:00 ゲスト：池田美優
- 2019年11月9日 21:00 - 22:00 ゲスト：木村昴、畠山健介
- 2019年12月21日 21:00 - 22:00 ゲスト：ゆきぽよ 声の出演：小桜エツコ、奥田民義
- 2020年1月4日 22:30 - 24:00 ゲスト：田中卓志、土井善晴、佐久間大介、向井康二、霜降り明星、ハナコ、四千頭身、宮下草薙
- 2020年2月8日 22:30 - 23:30 ゲスト：峯岸みなみ、朝日奈央、木村昴、相田一人
- 2020年3月7日 22:30 - 23:30 ゲスト：武田鉄矢、内田真礼、西野未姫

## 関連書籍
| タイトル                        | 初版発行日    | 出版社           | ISBN                   |
| ------------------------------- | ------------- | ---------------- | ---------------------- |
| 着信御礼!ケータイ大喜利         | 2008年8月7日  | 太田出版         | ISBN 978-4-7783-1137-7 |
| ふたたび着信御礼!ケータイ大喜利 | 2009年7月14日 | ヨシモトブックス | ISBN 978-4-8470-1856-5 |

## 主要スタッフ
- 構成：小笠原英樹、古川順一、なんざん、鈴木功治、ウノT
- 審査人：長谷川朝二、松本真一他
- 制作統括：越後麻理（2011年6月まで）、中嶋新二、田熊邦光、小嶺良輔、土居勝徳
- 技術：嶽間沢彰、石田耕介
- 撮影：三津濵直樹
- 照明：北村匡浩
- 音声：佐藤陽介
- 映像技術：志田光
- 双方向システム：稲川隆司
- 美術：市原寛教、橋本匡司
- CG制作：テクノネット
- 音響効果：原久美子
- 編集：馬場貴美
- ディレクター：守屋篤、篠田裕基、斎藤哲、宿理寛
- 演出：三好健太郎、榎戸剛
- 制作：NHKエンタープライズ
- 制作・著作：NHK